# قائمة الفائزين بميداليات في الألعاب الأولمبية الصيفية 2016

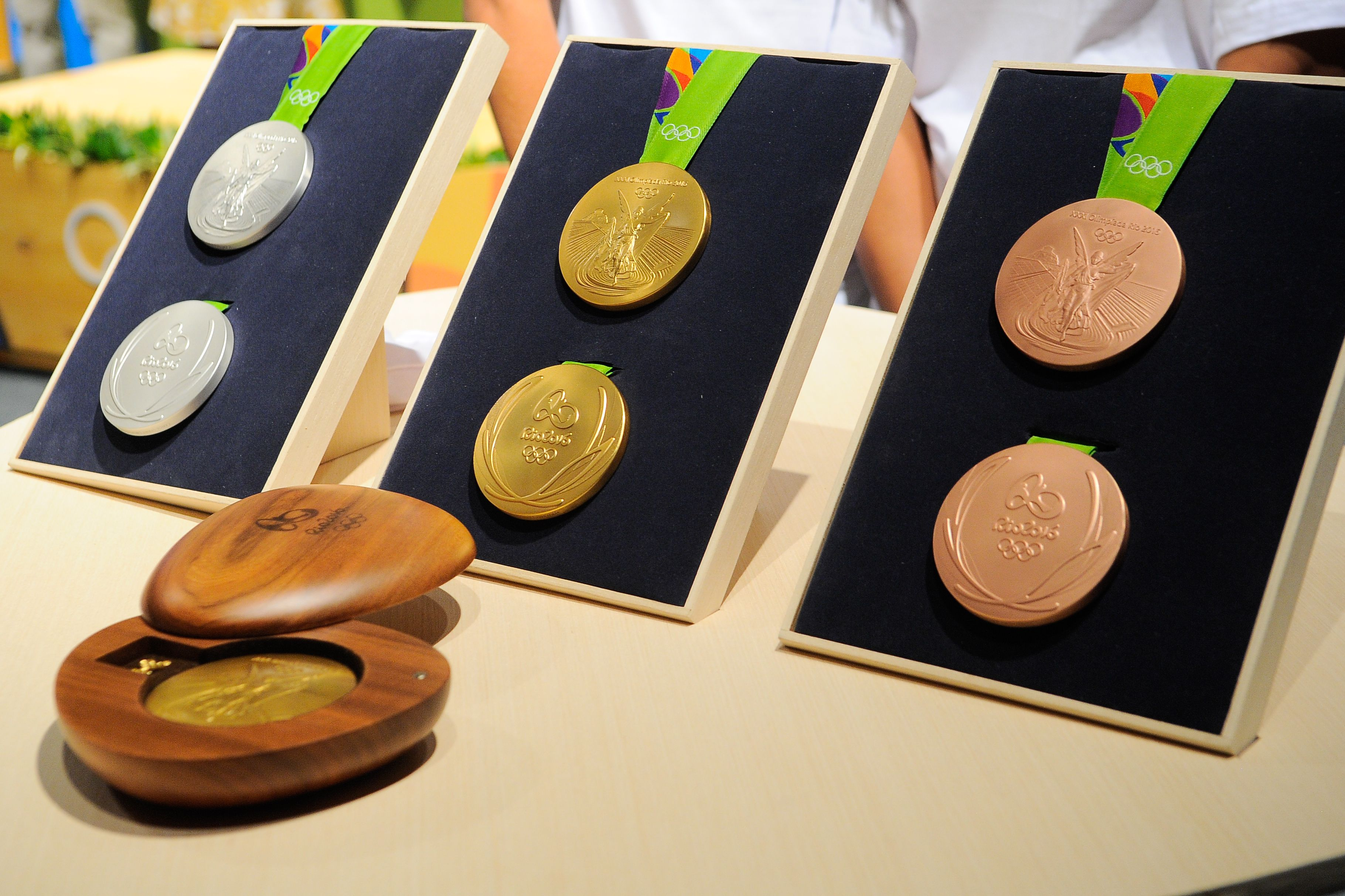
صورة للميداليات الخاصة بأولمبياد ريو 2016

تعتبر الألعاب الأولمبية الصيفية 2016 الأولمبياد الواحد والثلاثون في تاريخ الألعاب الأولمبية، حيث أقيمت هذه الألعاب في مدينة ريو دي جانيرو بالبرازيل في الفترة الممتدة من 5 أغسطس إلى الواحد والعشرين من نفس الشهر. شارك في هذه الألعاب أكثر من 11 ألف رياضي يُمثلون 206 دُول ويتنافسون في 306 مسابقات ضمن 28 رياضة.

## الرماية
| Event        | الذهبية                                                         | الفضية                                                               | البرونزية                                                          |
| ------------ | --------------------------------------------------------------- | -------------------------------------------------------------------- | ------------------------------------------------------------------ |
| فردي الرجال  | Ku Bon-chan · كوريا الجنوبية                                    | Jean-Charles Valladont · فرنسا                                       | برادي إليسون · الولايات المتحدة                                    |
| فرق الرجال   | كوريا الجنوبية (KOR) · Ku Bon-chan · Lee Seung-yun · كيم وو جين | الولايات المتحدة (USA) · برادي إليسون · زاك غاريت · Jake Kaminski    | أستراليا (AUS) · Alec Potts · Ryan Tyack · تايلور ورث              |
| فردي السيدات | تشانغ هاي-جين · كوريا الجنوبية                                  | Lisa Unruh · ألمانيا                                                 | Ki Bo-bae · كوريا الجنوبية                                         |
| فرق السيدات  | كوريا الجنوبية (KOR) · تشانغ هاي-جين · تشوي مي-سن · Ki Bo-bae   | روسيا (RUS) · Tuyana Dashidorzhieva · Ksenia Perova · Inna Stepanova | تايبيه الصينية (TPE) · Le Chien-ying · Lin Shih-chia · Tan Ya-ting |

## ألعاب القوى
(WR = قائمة الأرقام القياسية العالمية في ألعاب القوى، OR = قائمة الأرقام القياسية الأولمبية في ألعاب القوى)

### رجال
| Event | الذهبية | الذهبية      | الفضية                                                                                           | الفضية       | البرونزية                                                                                      | البرونزية |
| --- | --- | ------------ | ------------------------------------------------------------------------------------------------ | ------------ | ---------------------------------------------------------------------------------------------- | --------- |
| 100 متر | يوسين بولت · جامايكا                                                                                           | 9.81         | جاستن غاتلين · الولايات المتحدة                                                                  | 9.89         | أندريه دي غراسي · كندا                                                                         | 9.91      |
| 200 متر | يوسين بولت · جامايكا                                                                                           | 19.78        | أندريه دي غراسي · كندا                                                                           | 20.02        | كريستوف لوميتر · فرنسا                                                                         | 20.12     |
| 400 متر | وايد فان نيكيرك · جنوب إفريقيا                                                                                 | 43.03 WR     | كيراني جيمس · غرينادا                                                                            | 43.76        | لاشون ميريت · الولايات المتحدة                                                                 | 43.85     |
| 800 متر | ديفيد روديشا · كينيا                                                                                           | 1:42.15      | توفيق مخلوفي · الجزائر                                                                           | 1:42.61 NR   | كلايتون ميرفي · الولايات المتحدة                                                               | 1:42.85   |
| 1500 متر | Matthew Centrowitz, Jr. · الولايات المتحدة                                                                     | 3:50.00      | توفيق مخلوفي · الجزائر                                                                           | 3:50.11      | نيك ويليس · نيوزيلندا                                                                          | 3:50.24   |
| 5000 متر | محمد فرح · بريطانيا العظمى                                                                                     | 13:03.30     | Paul Kipkemoi Chelimo · الولايات المتحدة                                                         | 13:03.90     | Hagos Gebrhiwet · إثيوبيا                                                                      | 13:04.35  |
| 10 آلاف متر | محمد فرح · بريطانيا العظمى                                                                                     | 27:05.17     | Paul Tanui · كينيا                                                                               | 27:05.64 SB  | تميرات تولا · إثيوبيا                                                                          | 27:06.26  |
| | |              |                                                                                                  |              |                                                                                                |           |
| 110 متر حواجز | عمر مكليود · جامايكا                                                                                           | 13.05        | أورلاندو أورتيغا · إسبانيا                                                                       | 13.17        | Dimitri Bascou · فرنسا                                                                         | 13.24     |
| 400 متر حواجز | كيرون كليمنت · الولايات المتحدة                                                                                | 47.73        | Boniface Mucheru Tumuti · كينيا                                                                  | 47.78        | ياسماني كوبيلو · تركيا                                                                         | 47.92     |
| 3000 متر موانع | كونسيسلوس كيبروتو · كينيا                                                                                      | 8:03.28 OR   | إيفان جاغر ‏ · الولايات المتحدة                                                                   | 8:04.28      | محيي الدين مخيسي · فرنسا                                                                       | 8:11.52   |
| | |              |                                                                                                  |              |                                                                                                |           |
| 4×100 متر تتابع | جامايكا (JAM) · أسافا باول · يوهان بليك · Nickel Ashmeade · يوسين بولت · Jevaughn Minzie* · Kemar Bailey-Cole* | 37.27        | اليابان (JPN) · ريوتا ياماجاتا ‏ · Shota Iizuka · Yoshihide Kiryu · اسوكا كامبريدج ‏               | 37.60 AR     | كندا (CAN) · Akeem Haynes · هارون براون · بريندون رودني · أندريه دي غراسي · Mobolade Ajomale*  | 37.64 NR  |
| 4×400 متر تتابع | الولايات المتحدة (USA) · أرمان هال · Tony McQuay · جيل روبرتس · لاشون ميريت · Kyle Clemons* · David Verburg*   | 2:57.30      | جامايكا (JAM) · بيتر ماثيوز · Nathon Allen · Fitzroy Dunkley · Javon Francis · Rusheen McDonald* | 2:58.16      | جزر البهاما (BAH) · ألونزو راسيل · ميخائيل ماتيو · ستيفن جاردينر · كريس براون · ستيفن نيوبولد* | 2:58.49   |
| | |              |                                                                                                  |              |                                                                                                |           |
| الماراثون | إليود كيبشوج · كينيا                                                                                           | 2:08:44      | فييسا ليليسا · إثيوبيا                                                                           | 2:09:54      | جالن راب · الولايات المتحدة                                                                    | 2:10:05   |
| 20 كلم مشي | وانغ زهين · الصين                                                                                              | 1:19:14      | Cai Zelin · الصين                                                                                | 1:19:26      | Dane Bird-Smith · أستراليا                                                                     | 1:19:37   |
| 50 كلم مشي | ماتي توث · سلوفاكيا                                                                                            | 3:40:58      | جاريد تالنت · أستراليا                                                                           | 3:41:16      | هيروكي أراي ‏ · اليابان                                                                         | 3:41:24   |
| | |              |                                                                                                  |              |                                                                                                |           |
| الوثب العالي | ديريك دروين · كندا                                                                                             | 2.38 متر     | معتز عيسى برشم · قطر                                                                             | 2.36 متر     | بوهدان بوندارينكو · أوكرانيا                                                                   | 2.33 متر  |
| القفز بالزانة | تياغو براس دا سيلفا · البرازيل                                                                                 | 6.03 مترOR   | رينو لافيينيه · فرنسا                                                                            | 5.98 متر     | Sam Kendricks · الولايات المتحدة                                                               | 5.85 متر  |
| الوثب الطويل | جيف هندرسون · الولايات المتحدة                                                                                 | 8.38 متر SB  | Luvo Manyonga · جنوب إفريقيا                                                                     | 8.37 متر PB  | غريغ رذرفورد · بريطانيا العظمى                                                                 | 8.29 متر  |
| الوثب الثلاثي | كريستيان تايلور · الولايات المتحدة                                                                             | 17.86 متر    | Will Claye · الولايات المتحدة                                                                    | 17.76 متر    | دونغ بن · الصين                                                                                | 17.58 متر |
| رمي الجلة | ريان كروسر · الولايات المتحدة                                                                                  | 22.52 متر OR | جو كوفاكس · الولايات المتحدة                                                                     | 21.78 متر    | توم والش · نيوزيلندا                                                                           | 21.36 متر |
| رمي القرص | Christoph Harting · ألمانيا                                                                                    | 68.37 متر PB | بيوتر ماتشوفسكي · بولندا                                                                         | 67.55 متر    | Daniel Jasinski · ألمانيا                                                                      | 67.05 متر |
| رمي المطرقة | دلشود نزاروف · طاجيكستان                                                                                       | 78.68 متر    | إيفان تسيخان · بيلاروس                                                                           | 77.79 متر    | فويتشيخ نوفيتسكي · بولندا                                                                      | 77.73 متر |
| رمي الرمح | توماس رولر · ألمانيا                                                                                           | 90.30 متر    | يوليوس ييجو · كينيا                                                                              | 88.24 متر    | Keshorn Walcott · ترينيداد وتوباغو                                                             | 85.38 متر |
| | |              |                                                                                                  |              |                                                                                                |           |
| العشاري | أشتون إيتون · الولايات المتحدة                                                                                 | 8893 نقطة OR | كيفين ماير · فرنسا                                                                               | 8834 نقطة NR | داميان وارنر · كندا                                                                            | 8666 نقطة |
| WR world record \| AR area record \| CR championship record \| GR games record \| NR national record \| OR Olympic record \| PB personal best \| SB season best \| WL world leading (in a given season) | |              |                                                                                                  |              |                                                                                                |           |

* تُشير إلى العدائين الذين شاركوا فقط في التصفيات ولكن حازوا على الميداليات.

### سيدات
| Event | الذهبية | الذهبية      | الفضية | الفضية       | البرونزية                                                                                               | البرونزية    |
| --- | --- | ------------ | --- | ------------ | --- | ------------ |
| 100 متر | إلين ثومبسون · جامايكا | 10.71        | توري بوي · الولايات المتحدة | 10.83        | شيلي آن فريزر · جامايكا                                                                                 | 10.86 SB     |
| 200 متر | إلين ثومبسون · جامايكا | 21.78        | دافني شيبرز · هولندا | 21.88        | توري بوي · الولايات المتحدة                                                                             | 22.15        |
| 400 متر | شوني ميلر · جزر البهاما | 49.44        | أليسون فيليكس · الولايات المتحدة | 49.51        | شيريكا جاكسون · جامايكا                                                                                 | 49.85        |
| 800 متر | كاستر سيمينيا · جنوب إفريقيا | 1:55.28 NR   | Francine Niyonsaba · بوروندي | 1:56.49      | Margaret Wambui · كينيا                                                                                 | 1:56.89      |
| 1500 متر | فيث كيبيجون · كينيا | 4:08.92      | جينزيبي ديبابا · إثيوبيا | 4:10.27      | جيني سيمبسون · الولايات المتحدة                                                                         | 4:10.53      |
| 5000 متر | فيفيان شيريوت · كينيا | 14:26.17 OR  | هيلين أوبيري · كينيا | 14:29.77     | ألماز أيانا · إثيوبيا                                                                                   | 14:33.59     |
| 10 آلاف متر | ألماز أيانا · إثيوبيا | 29:17.45 ر.ع | فيفيان شيريوت · كينيا | 29:32.53 NR  | تيرونيش ديبابا · إثيوبيا                                                                                | 29:42.56     |
| | |              | |              | |              |
| 100 متر حواجز | Brianna Rollins · الولايات المتحدة                                                                                                  | 12.48        | نيا علي · الولايات المتحدة | 12.59        | Kristi Castlin · الولايات المتحدة                                                                       | 12.61        |
| 400 متر حواجز | دليلة محمد · الولايات المتحدة | 53.13        | سارا بيترسن · الدنمارك | 53.55 NR     | أشلي سبنسر · الولايات المتحدة                                                                           | 53.72        |
| 3000 متر موانع | روث جيبيت · البحرين | 8:59.75 AR   | Hyvin Jepkemoi · كينيا | 9:07.12      | إيما كوبيرن · الولايات المتحدة                                                                          | 9:07.63 AR   |
| | |              | |              | |              |
| 4×100 متر تتابع | الولايات المتحدة (USA) · Tianna Bartoletta · أليسون فيليكس · إنجلش غاردنر · توري بوي · Morolake Akinosun*                           | 41.02        | جامايكا (JAM) · Christania Williams · إلين ثومبسون · فيرونيكا كامبل براون · شيلي آن فريزر · Simone Facey* · Sashalee Forbes*                | 41.36        | بريطانيا العظمى (GBR) · أشا فيليب · ديزيريه هينري · دينا آشر سميث · داريل نيتا                          | 41.77 NR     |
| 4×400 متر تتابع | الولايات المتحدة (USA) · أليسون فيليكس · فيليس فرنسيس · ناتاشا هاستنغز · Courtney Okolo · Taylor Ellis-Watson* · فرانسينا ماكوروري* | 3:19.06      | جامايكا (JAM) · Stephenie Ann McPherson · Anneisha McLaughlin-Whilby · شيريكا جاكسون · نوفلين وليامس ميلس · كريستين داي* · Chrisann Gordon* | 3:20.34      | بريطانيا العظمى (GBR) · Eilidh Doyle · Anyika Onuora · إيملي دايموند · كريستين أوهوروجو · Kelly Massey* | 3:25.88      |
| | |              | |              | |              |
| الماراثون | جيميما سومغونغ · كينيا | 2:24.04      | يونيس كيروا · البحرين | 2:24.13      | ماري ديبابا · إثيوبيا                                                                                   | 2:24.30      |
| 20 كلم مشي | ليو هونغ · الصين | 1:28:35      | María Guadalupe González · المكسيك | 1:28:37      | Lü Xiuzhi · الصين                                                                                       | 1:28:42      |
| | |              | |              | |              |
| الوثب العالي | روت بيتيا · إسبانيا | 1.97 متر     | ميريلا ديميريفا · بلغاريا | 1.97 متر     | بلانكا فلاسيتش · كرواتيا                                                                                | 1.97 متر     |
| القفز بالزانة | إكاتيرينا ستيفانيدي · اليونان | 4.85 متر     | ساندي موريس · الولايات المتحدة | 4.85 متر     | إليزا مكارتني · نيوزيلندا                                                                               | 4.80 متر =NR |
| الوثب الطويل | Tianna Bartoletta · الولايات المتحدة                                                                                                | 7.17 متر     | بريتني ريز · الولايات المتحدة | 7.15 متر     | إيفانا شبانوفيتش · صربيا                                                                                | 7.08 متر NR  |
| الوثب الثلاثي | كاترين إيبارغوين · كولومبيا | 15.17 متر    | يوليمار روخاس · فنزويلا | 14.98 متر    | أولغا ريباكوفا · كازاخستان                                                                              | 14.74 متر    |
| رمي الجلة | ميشيل كارتر · الولايات المتحدة | 20.63 متر    | فاليري أدامس · نيوزيلندا | 20.42 متر    | أنيتا مارتون · المجر                                                                                    | 19.87 متر    |
| رمي القرص | ساندرة بركوفيك · كرواتيا | 69.21 متر    | Mélina Robert-Michon · فرنسا | 66.73 متر NR | دينيا كاباييرو · كوبا                                                                                   | 65.34 متر    |
| رمي المطرقة | أنيتا ولدريزتش · بولندا | 82.29 متر WR | Zhang Wenxiu · الصين | 76.75 متر    | Sophie Hitchon · بريطانيا العظمى                                                                        | 74.54 متر NR |
| رمي الرمح | سارا كولاك · كرواتيا | 66.18 متر NR | Sunette Viljoen · جنوب إفريقيا | 64.92 متر    | Barbora Špotáková · جمهورية التشيك                                                                      | 64.80 متر    |
| | |              | |              | |              |
| السباعي | نافيساتو تيام · بلجيكا | 6810 نقطة AR | جيسيكا إنيس · بريطانيا العظمى | 6775 نقطة SB | Brianne Theisen-Eaton · كندا                                                                            | 6653 نقطة    |
| WR world record \| AR area record \| CR championship record \| GR games record \| NR national record \| OR Olympic record \| PB personal best \| SB season best \| WL world leading (in a given season) | |              | |              | |              |

* تُشير إلى العداءات الواتي شاركن فقط في التصفيات ولكن حازوا على الميداليات.

## تنس الريشة
| Event        | الذهبية                                              | الفضية                                                | البرونزية                                                  |
| ------------ | ---------------------------------------------------- | ----------------------------------------------------- | ---------------------------------------------------------- |
| فردي الرجال  | تشن لونغ · الصين                                     | لي تشونغ وي · ماليزيا                                 | فيكتور أكسلسن · الدنمارك                                   |
| زوجي الرجال  | تشانغ نان ‏ · إلى جانب فو هاي فنغ (الصين)             | Goh V Shem · إلى جانب Tan Wee Kiong (ماليزيا)         | Chris Langridge · إلى جانب ماركوس إليس (بريطانيا العظمى)   |
| فردي السيدات | كارولاينا مارين · إسبانيا                            | بي في سيندهو · الهند                                  | نوزومي أوكوهارا ‏ · اليابان                                 |
| زوجي السيدات | أياكا تاكاهاشي · إلى جانب Misaki Matsutomo (اليابان) | كريستينا بيدرسن · إلى جانب كاميلا ريتر يول (الدنمارك) | Jung Kyung-eun · إلى جانب Shin Seung-chan (كوريا الجنوبية) |
| زوجي مختلط   | Tontowi Ahmad · إلى جانب Lilyana Natsir (إندونيسيا)  | Chan Peng Soon · إلى جانب Goh Liu Ying (ماليزيا)      | تشانغ نان ‏ · إلى جانب Zhao Yunlei (الصين)                  |

## كرة السلة
| Event           | الذهبية | الفضية | البرونزية |
| --------------- | --- | --- | --- |
| مُنتخبات الرجال  | الولايات المتحدة (USA) · جيمي بتلر · كيفن ديورانت · دياندري جوردان · كايل لوري · هاريسون بارنز · ديمار ديروزان · كايري إيرفينغ · كلاي تومسون · ديماركوس كزينز · بول جورج · درايموند غرين · كارميلو أنطوني      | صربيا (SRB) · ميلوش تيودوسيتش · ماركو سيمونوفيتش · بوغدان بوجدانوفيتش · ستيفان ماركوفيتش · نيكولا كالينيتش · نيمانيا ندوفيتش · ستيفان بيرتشيفيتش · ميروسلاف رادولجيكا · نيكولا يوكيتش · فلاديمير شتيماك · ستيفان جوفيتش · ميلان ماتشفان | إسبانيا (ESP) · باو جاسول · رودي فرنانديز · سيرجيو رودريغيز · خوان كارلوس نافارو · خوسيه كالديرون · فيليبي رييس · فيكتور كليفر · ويلي هرنانجوميز · أليكس أبرينيس · سيرخيو يول · نيكولا ميروتيتش · ريكي روبيو                    |
| مُنتخبات السيدات | الولايات المتحدة (USA) · سيمون أوغوستوس · سو بيرد · تاميكا كاتشينغز · تينا تشارلز · إيلينا ديلي دونه · سيلفيا فاولز · بريتني غرينر · Angel McCoughtry · مايا مور · بريانا ستيوارت · ديانا توراسي · ليندسي والن | إسبانيا (ESP) · ليتيسيا روميرو · لورا نيكولز · سيلفيا دومينغويز · ألبا تورينس · لايا بالاو · مارتا شارجاي · ليونور رودريغيز · لوسيلا باسكوا · آنا كروز · لورا كيفيدو · لورا جيل · أستو ندور                                             | صربيا (SRB) · تمارا رادوتشاي · سونيا بيتروفيتش · ساشا تشادو · سارا كرنجيتش · نيفينا يوفانوفيتش · يلينا ميلوفانوفيتش · دايانا بوتوليا · دراغانا ستانكوفيتش · أليسكاندرا كرفنداكيتش · ميليكا دابوفيتش · آنا دابوفيتش · دانييل بيج |

## الملاكمة

### الرجال
| Event            | الذهبية                           | الفضية                            | البرونزية                          |
| ---------------- | --------------------------------- | --------------------------------- | ---------------------------------- |
| وزن خفيف الذبابة | حسن بوي دوسماتوف · أوزبكستان      | يوبيرجين مارتينيز · كولومبيا      | جوانيس أرغيلاغوس · كوبا            |
| وزن خفيف الذبابة | حسن بوي دوسماتوف · أوزبكستان      | يوبيرجين مارتينيز · كولومبيا      | نيكو هيرنانديز · الولايات المتحدة  |
| وزن الذبابة[أ]   | شهاب الدين زويوروف · أوزبكستان    | يول فينول · فنزويلا               | هو جيانغوان · الصين                |
| وزن الذبابة[أ]   | شهاب الدين زويوروف · أوزبكستان    | يول فينول · فنزويلا               | شاغر                               |
| وزن البانتام     | روبيزي راميرز · كوبا              | شاكور ستيفنسون · الولايات المتحدة | فلاديمير نيكيتين · روسيا           |
| وزن البانتام     | روبيزي راميرز · كوبا              | شاكور ستيفنسون · الولايات المتحدة | مورودجون أخماداليف · أوزبكستان     |
| وزن الخفيف       | روبسون كونسيساو · البرازيل        | سفيان أوميها · فرنسا              | لازارو ألفاريز · كوبا              |
| وزن الخفيف       | روبسون كونسيساو · البرازيل        | سفيان أوميها · فرنسا              | دورجنامبوغين أوتغوندالاي · منغوليا |
| وزن خفيف الوسط   | فضل الدين غايبنازاروف · أوزبكستان | كولازو سوتومايور · أذربيجان       | فيتالي دونايتسيف · روسيا           |
| وزن خفيف الوسط   | فضل الدين غايبنازاروف · أوزبكستان | كولازو سوتومايور · أذربيجان       | أرتيم هاروتيونيان · ألمانيا        |
| وزن الوسط        | دانيار يوليوسينوف · كازاخستان     | شاخرام جياسوف · أوزبكستان         | محمد ربيعي · المغرب                |
| وزن الوسط        | دانيار يوليوسينوف · كازاخستان     | شاخرام جياسوف · أوزبكستان         | سليمان سيسوكو · فرنسا              |
| وزن المتوسط      | أرلين لوبيز · كوبا                | بيكتيمير ميليكوزييف · أوزبكستان   | ميسيل رودريغيز · المكسيك           |
| وزن المتوسط      | أرلين لوبيز · كوبا                | بيكتيمير ميليكوزييف · أوزبكستان   | كامران شاخسوفارلي · أذربيجان       |
| وزن خفيف الثقيل  | خوليو سيزار لا كروز · كوبا        | أديلبيك نيازيمبيتوف · كازاخستان   | ماتيو باودرليكي · فرنسا            |
| وزن خفيف الثقيل  | خوليو سيزار لا كروز · كوبا        | أديلبيك نيازيمبيتوف · كازاخستان   | جوشوا بواتسي · بريطانيا العظمى     |
| الوزن الثقيل     | يفغيني تيششينكو · روسيا           | فاسيلي ليفيت · كازاخستان          | رستم تولاغانوف · أوزبكستان         |
| الوزن الثقيل     | يفغيني تيششينكو · روسيا           | فاسيلي ليفيت · كازاخستان          | إريسلاند سافون · كوبا              |
| وزن فوق الثقيل   | توني يوكا · فرنسا                 | جوزيف جويس · بريطانيا العظمى      | فيليب هرغوفيش · كرواتيا            |
| وزن فوق الثقيل   | توني يوكا · فرنسا                 | جوزيف جويس · بريطانيا العظمى      | إيفان ديتشكو · كازاخستان           |

وزن الذبابة رجال  كانت الميدالية الفضية من نصيب الرياضي الروسي  روسيا ميشا ألويان، ولكنها نُزعت منه لاحقا بسبب تعاطيه للمنشطات.

### السيدات
| Event         | الذهبية                          | الفضية                   | البرونزية                    |
| ------------- | -------------------------------- | ------------------------ | ---------------------------- |
| وزن الذبابة   | نيكولا آدامز · بريطانيا العظمى   | Sarah Ourahmoune · فرنسا | رن كانكان · الصين            |
| وزن الذبابة   | نيكولا آدامز · بريطانيا العظمى   | Sarah Ourahmoune · فرنسا | Ingrit Valencia · كولومبيا   |
| وزن الخفيف    | Estelle Mossely · فرنسا          | Yin Junhua · الصين       | Mira Potkonen · فنلندا       |
| وزن الخفيف    | Estelle Mossely · فرنسا          | Yin Junhua · الصين       | Anastasia Belyakova · روسيا  |
| الوزن المتوسط | كلاريسا شيلدز · الولايات المتحدة | نوشكا فونتين · هولندا    | Dariga Shakimova · كازاخستان |
| الوزن المتوسط | كلاريسا شيلدز · الولايات المتحدة | نوشكا فونتين · هولندا    | Li Qian · الصين              |

## ركوب الكنو

### سلالوم
| Event      | الذهبية                                              | الفضية                                                      | البرونزية                                         |
| ---------- | ---------------------------------------------------- | ----------------------------------------------------------- | ------------------------------------------------- |
| سي-1 رجال  | Denis Gargaud Chanut · فرنسا                         | Matej Beňuš · سلوفاكيا                                      | Takuya Haneda · اليابان                           |
| سي-2 رجال  | Ladislav Škantár · إلى جانب Peter Škantár (سلوفاكيا) | ديفيد فلورنسا · إلى جانب Richard Hounslow (بريطانيا العظمى) | Gauthier Klauss · إلى جانب Matthieu Péché (فرنسا) |
| كي-2 رجال  | جوزيف كلارك ‏ · بريطانيا العظمى                       | Peter Kauzer · سلوفينيا                                     | Jiří Prskavec · جمهورية التشيك                    |
| سيدات كي-1 | مايالين تشوراوت · إسبانيا                            | Luuka Jones · نيوزيلندا                                     | جيسيكا فوكس · أستراليا                            |

### سبرينت

#### الرجال
| الألعاب        | الذهبية                                                                               | الفضية                                                                | البرونزية                                                                      |
| -------------- | ------------------------------------------------------------------------------------- | --------------------------------------------------------------------- | ------------------------------------------------------------------------------ |
| سي-1 200 متر   | يوري شيبان (أوكرانيا)                                                                 | Valentin Demyanenko (أذربيجان)                                        | Isaquias Queiroz (البرازيل)                                                    |
| سي-1 1000 متر  | Sebastian Brendel (ألمانيا)                                                           | Isaquias Queiroz (البرازيل)                                           | Ilia Shtokalov (روسيا)                                                         |
| سي-2 1000 متر} | Sebastian Brendel · إلى جانب Jan Vandrey (ألمانيا)                                    | Erlon Silva · إلى جانب Isaquias Queiroz (البرازيل)                    | Dmytro Ianchuk · إلى جانب Taras Mishchuk (أوكرانيا)                            |
| كي-1 200 متر   | ليام جوستين (بريطانيا العظمى)                                                         | ماكسيم بومونت (فرنسا)                                                 | ساؤول كرافيوتو (إسبانيا) Ronald Rauhe (ألمانيا)                                |
| كي-1 1000 متر  | Marcus Walz (إسبانيا)                                                                 | Josef Dostál (جمهورية التشيك)                                         | Roman Anoshkin (روسيا)                                                         |
| كي-2 200 متر   | ساؤول كرافيوتو · إلى جانب كريستيان تورو (إسبانيا)                                     | ليام جوستين · إلى جانب Jon Schofield (بريطانيا العظمى)                | Aurimas Lankas · إلى جانب Edvinas Ramanauskas (ليتوانيا)                       |
| كي-2 1000 متر  | Max Rendschmidt · إلى جانب ماركوس غروس (ألمانيا)                                      | Marko Tomićević · إلى جانب Milenko Zorić (صربيا)                      | كين والاس ‏ · إلى جانب Lachlan Tame (أستراليا)                                  |
| كي-4 1000 متر  | ألمانيا (GER) · Max Rendschmidt · Tom Liebscher · ماكس هوف (راكب الكنو) · ماركوس غروس | سلوفاكيا (SVK) · دينيس ميشاك · إريك فلشيك · جوراج تار ‏ · تيبور لينكا ‏ | جمهورية التشيك (CZE) · Daniel Havel · Lukáš Trefil · Josef Dostál · Jan Štěrba |

#### السيدات
| الألعاب      | الذهبية                                                                       | الفضية                                                                            | البرونزية                                                                                    |
| ------------ | ----------------------------------------------------------------------------- | --------------------------------------------------------------------------------- | -------------------------------------------------------------------------------------------- |
| كي-1 200 متر | ليزا كارينجتون · نيوزيلندا                                                    | Marta Walczykiewicz · بولندا                                                      | Inna Osypenko-Radomska · أذربيجان                                                            |
| كي-1 500 متر | Danuta Kozák · المجر                                                          | إيما يورجنسن ‏ · الدنمارك                                                          | ليزا كارينجتون · نيوزيلندا                                                                   |
| كي-2 500 متر | جابرييل سابو · إلى جانب Danuta Kozák (المجر)                                  | فرنسيسكا فيبر · إلى جانب تينا ديتزه (ألمانيا)                                     | Beata Mikołajczyk · إلى جانب كارولينا نجا (بولندا)                                           |
| كي-4 500 متر | المجر (HUN) · جابرييل سابو · Danuta Kozák · Tamara Csipes · Krisztina Fazekas | ألمانيا (GER) · سابرينا هيرينغ · فرنسيسكا فيبر · Steffi Kriegerstein · تينا ديتزه | بيلاروس (BLR) · Marharyta Makhneva · Nadzeya Liapeshka · Volha Khudzenka · Maryna Litvinchuk |

## سباق الدراجات

### سباق الطريق
| المسابقة         | الذهبية                              | الفضية                     | البرونزية                            |
| ---------------- | ------------------------------------ | -------------------------- | ------------------------------------ |
| رجال             |                                      |                            |                                      |
| السباق المستقيم  | جريج فان أفرمت (بلجيكا)              | جاكوب فوجلسانج (الدنمارك)  | رافال مايكا (بولندا)                 |
| السباق ضد الساعة | فابيان كانسيليرا (سويسرا)            | توم دومولين (هولندا)       | أنا فان دير بريغين (بريطانيا العظمى) |
| سيدات            |                                      |                            |                                      |
| السباق المستقيم  | أنا فان دير بريغين (هولندا)          | إيما جوهانسون (السويد)     | إليسا ونغو بورغيني (إيطاليا)         |
| السباق ضد الساعة | كريستين آرمسترونغ (الولايات المتحدة) | أولغا زابيلينسكايا (روسيا) | أنا فان دير بريغين (هولندا)          |

### سباق المضمار

#### الرجال
| الألعاب      | الذهبية                                                                               | الفضية                                                                                         | البرونزية                                                                                          |
| ------------ | ------------------------------------------------------------------------------------- | ---------------------------------------------------------------------------------------------- | -------------------------------------------------------------------------------------------------- |
| كيرين        | جيسون كيني · بريطانيا العظمى                                                          | ماتيس بوشلي · هولندا                                                                           | عزيزول حسني أوانغ · ماليزيا                                                                        |
| أومنيوم      | إيليا فيفياني · إيطاليا                                                               | مارك كافنديش · بريطانيا العظمى                                                                 | لاسي نورمان هانسن · الدنمارك                                                                       |
| المُطاردة فرق | بريطانيا العظمى (GBR) رقم عالمي · إد كلانسي · ستيفن بيرك · أوين دول · برادلي ويغينز · | أستراليا (AUS) · الكسندر ادموندسون · جاك بوبريدج · مايكل هيبورن · سام ويلسفورد · كالوم سكوتسون | الدنمارك (DEN) · لاسي نورمان هانسن · نيكلاس لارسن · فريدريك مادسن · كاسبر فون فولساش · راسموس كواد |
| السرعة فردي  | جيسون كيني · بريطانيا العظمى                                                          | كالوم سكينر · بريطانيا العظمى                                                                  | دينيس ديميترييف · روسيا                                                                            |
| السرعة فرق   | بريطانيا العظمى (GBR) رقم أولمبي · فيليب هينديس · جيسون كيني · كالوم سكينر            | نيوزيلندا (NZL) · إدي دوكينز · إيثان ميتشل · سام ويبستر                                        | فرنسا (FRA) · غريغوري باودج · مايكل د. ألميدا · فرانسوا بيرفيس                                     |

#### السيدات
| الألعاب      | الذهبية                                                                                    | الفضية                                                                        | البرونزية                                                                               |
| ------------ | ------------------------------------------------------------------------------------------ | ----------------------------------------------------------------------------- | --------------------------------------------------------------------------------------- |
| كيرين        | إليس ليغتل · هولندا                                                                        | بيكي جيمس · بريطانيا العظمى                                                   | آنا مارس · أستراليا                                                                     |
| أومنيوم      | لورا تروت · بريطانيا العظمى                                                                | سارة همر · الولايات المتحدة                                                   | جولين ديهور · بلجيكا                                                                    |
| المُطاردة فرق | بريطانيا العظمى (GBR) رقم عالمي · كاتي أرشيبالد · لورا تروت · إلينور باركر · جوانا روسيل · | الولايات المتحدة (USA) · سارة همر · كيلي كاتلين · كلو ديجيرت · جنيفر فالنتي · | كندا (CAN) · أليسون بيفيريدج · جاسمين غليسر · كيرستي لاي · جورجيا سامرلينغ · لورا براون |
| السرعة فردي  | كريستينا فوجل · ألمانيا                                                                    | بيكي جيمس · بريطانيا العظمى                                                   | كيتي ميرشنت · بريطانيا العظمى                                                           |
| السرعة فرق   | الصين (CHN) · غونغ جينجي · تشونغ تيانشي                                                    | روسيا (RUS) · داريا شمليفا · أناستازيا فوينوفا                                | ألمانيا (GER) · ميريام ويلت · كريستينا فوجل                                             |

### سباق الدراجات الجبلية
| الألعاب | الذهبية                 | الفضية                            | البرونزية                       |
| ------- | ----------------------- | --------------------------------- | ------------------------------- |
| الرجال  | نينو اسشورتر · سويسرا   | Jaroslav Kulhavý · جمهورية التشيك | كارلوس كولوما نيكولاس · إسبانيا |
| السيدات | Jenny Rissveds · السويد | مايا فلوسكوفسكا · بولندا          | كاثرين بندرل · كندا             |

### سباق بي إم إكس
| الألعاب | الذهبية                        | الفضية                        | البرونزية                   |
| ------- | ------------------------------ | ----------------------------- | --------------------------- |
| الرجال  | كونور فيلدس · الولايات المتحدة | Jelle van Gorkom · هولندا     | كارلوس راميريز · كولومبيا   |
| السيدات | ماريانا باخون · كولومبيا       | Alise Post · الولايات المتحدة | Stefany Hernandez · فنزويلا |

## الغوص

### الرجال
| الألعاب                     | الذهبية                                               | الفضية                                                 | البرونزية                                                          |
| --------------------------- | ----------------------------------------------------- | ------------------------------------------------------ | ------------------------------------------------------------------ |
| منصة انطلاق 3 أمتار         | كاو يوان · الصين                                      | Jack Laugher · بريطانيا العظمى                         | باتريك هوسدينغ · ألمانيا                                           |
| منصة ثابتة 10 أمتار         | Chen Aisen · الصين                                    | خيرمان سانشيز · المكسيك                                | David Boudia · الولايات المتحدة                                    |
| منصة انطلاق متزامنة 3 أمتار | Chris Mears · إلى جانب Jack Laugher (بريطانيا العظمى) | Sam Dorman · إلى جانب مايكل هيكسون (الولايات المتحدة)  | كاو يوان · إلى جانب Qin Kai (الصين)                                |
| منصة ثابتة متزامنة 10 أمتار | Chen Aisen · إلى جانب لين يوي (الصين)                 | David Boudia · إلى جانب ستيل جونسون (الولايات المتحدة) | توم دالي (لاعب غطس) · إلى جانب Daniel Goodfellow (بريطانيا العظمى) |

### السيدات
| الألعاب                     | الذهبية                                  | الفضية                                                 | البرونزية                                            |
| --------------------------- | ---------------------------------------- | ------------------------------------------------------ | ---------------------------------------------------- |
| منصة انطلاق 3 أمتار         | Shi Tingmao · الصين                      | هي زي · الصين                                          | تانيا كانيوتو · إيطاليا                              |
| منصة ثابتة 10 أمتار         | تشيان رن ‏ · الصين                        | سي ياجي · الصين                                        | ميغان بينفيتو · كندا                                 |
| منصة انطلاق متزامنة 3 أمتار | Shi Tingmao · إلى جانب وو مينشيا (الصين) | تانيا كانيوتو · إلى جانب Francesca Dallapé (إيطاليا)   | Maddison Keeney · إلى جانب Anabelle Smith (أستراليا) |
| منصة ثابتة متزامنة 10 أمتار | تشن رولين · إلى جانب Liu Huixia (الصين)  | Cheong Jun Hoong · إلى جانب بانديليلا رينونج (ماليزيا) | ميغان بينفيتو · إلى جانب روزلين فيليون (كندا)        |

## الفروسية
| الألعاب                | الذهبية | الفضية | البرونزية |
| ---------------------- | --- | --- | --- |
| الترويض فردي           | شارلوت دوغاردان · مع الفرس (Valegro) (بريطانيا العظمى) | أيزابيل ويرث · مع الفرس (Weihegold Old) (ألمانيا) | Kristina Bröring-Sprehe · مع الفرس (Desperados FRH) (ألمانيا) |
| الترويض فرق            | ألمانيا (GER) · Sönke Rothenberger · مع الفرس (Cosmo) · دوروثي شنايدر · مع الفرس (Showtime FRH) · Kristina Bröring-Sprehe · مع الفرس (Desperados FRH) · أيزابيل ويرث · مع الفرس (Weihegold Old)               | بريطانيا العظمى (GBR) · سبنسر ويلتون · مع الفرس (Super Nova II) · Fiona Bigwood · مع الفرس (Orthilia) · كارل هيستر · مع الفرس (Nip Tuck) · شارلوت دوغاردان · مع الفرس (Valegro)        | الولايات المتحدة (USA) · أليسون بروك · مع الفرس (Rosevelt) · Kasey Perry-Glass · مع الفرس (Dublet) · ستيفن بيترز (فارس سباق) · مع الفرس (Legolas 92) · لورا غريفز · مع الفرس (Verdades)      |
| محاكمة الخيول فردي     | ميخائيل جونغ · مع الفرس (Sam FBW) (ألمانيا) | Astier Nicolas · مع الفرس (Piaf de B'Neville) (فرنسا) | فيليب دتون · مع الفرس (Mighty Nice) (الولايات المتحدة) |
| محاكمة الخيول فرق      | فرنسا (FRA) · Karim Laghouag · مع الفرس (Entebbe) · Thibaut Vallette · مع الفرس (Qing du Briot) · ماتيو يموان · مع الفرس (Bart L) · Astier Nicolas · مع الفرس (Piaf de B'Neville)                             | ألمانيا (GER) · Julia Krajewski · مع الفرس (Samourai du Thot) · Sandra Auffarth · مع الفرس (Opgun Louvo) · Ingrid Klimke · مع الفرس (Hale-Bob Old) · ميخائيل جونغ · مع الفرس (Sam FBW) | أستراليا (AUS) · شاين روز · مع الفرس (CP Qualified) · Stuart Tinney · مع الفرس (Pluto Mio) · سام غريفيثز · مع الفرس (Paulank Brockagh) · كريس بورتون · مع الفرس (Santano II)                 |
| القفز على الحواجز فردي | Nick Skelton · مع الفرس (Big Star) (بريطانيا العظمى) | Peder Fredricson · مع الفرس (All In) (السويد) | Eric Lamaze · مع الفرس (Fine Lady 5) (كندا) |
| القفز على الحواجز فرق  | فرنسا (FRA) · فيليب روزير · مع الفرس (Rahotep de Toscane) · Kevin Staut · مع الفرس (Reveur de Hurtebise) · Roger-Yves Bost · مع الفرس (Sydney une Prince) · Pénélope Leprevost · مع الفرس (Flora de Mariposa) | الولايات المتحدة (USA) · كينت فارينغتون · مع الفرس (Voyeur) · لوسي ديفيس · مع الفرس (Barron) · McLain Ward · مع الفرس (Azur) · Elizabeth Madden · مع الفرس (Cortes 'C')                | ألمانيا (GER) · Christian Ahlmann · مع الفرس (Taloubet Z) · Meredith Michaels-Beerbaum · مع الفرس (Fibonacci) · Daniel Deusser · مع الفرس (First Class) · لودغر بيرباوم · مع الفرس (Casello) |

## المبارزة بالسيف

### الرجال
| Event             | الذهبية                                                                            | الفضية                                                                         | البرونزية                                                                                            |
| ----------------- | ---------------------------------------------------------------------------------- | ------------------------------------------------------------------------------ | --- |
| سيف المبارزة فردي | Park Sang-young · كوريا الجنوبية                                                   | جيزا ايمري · المجر                                                             | Gauthier Grumier · فرنسا                                                                             |
| سيف المبارزة فرق  | فرنسا (FRA) · Gauthier Grumier · يانيك بوريل · دانيال جيرينت · Jean-Michel Lucenay | إيطاليا (ITA) · إنريكو جاروزو · Marco Fichera · Paolo Pizzo · أندريا سانتاريلي | المجر (HUN) · Gábor Boczkó · جيزا ايمري · أندراس ريدلي · Péter Somfai                                |
| سيف الشيش فردي    | دانييل جاروزو · إيطاليا                                                            | Alexander Massialas · الولايات المتحدة                                         | تيمور سافين · روسيا                                                                                  |
| Team foil         | روسيا (RUS) · تيمور سافين · أرتور أخماتخوزين · Aleksey Cheremisinov                | فرنسا (FRA) · Jérémy Cadot · إنزو ليفورت · اروان لو بشو ‏                       | الولايات المتحدة (USA) · Miles Chamley-Watson · Race Imboden · Alexander Massialas · Gerek Meinhardt |
| السيف العربي فردي | Áron Szilágyi · المجر                                                              | داريل هومر · الولايات المتحدة                                                  | Kim Jung-hwan · كوريا الجنوبية                                                                       |

### السيدات
| Event             | الذهبية                                                                               | الفضية                                                                              | البرونزية                                                                              |
| ----------------- | ------------------------------------------------------------------------------------- | ----------------------------------------------------------------------------------- | -------------------------------------------------------------------------------------- |
| سيف المبارزة فردي | Emese Szász · المجر                                                                   | Rossella Fiamingo · إيطاليا                                                         | Sun Yiwen · الصين                                                                      |
| سيف المبارزة فرق  | رومانيا (ROU) · Loredana Dinu · Simona Gherman · Simona Pop · آنا ماريا برينزا        | الصين (CHN) · Hao Jialu · Sun Yiwen · Sun Yujie · Xu Anqi                           | روسيا (RUS) · Olga Kochneva · فيوليتا كولوبوفا · Tatiana Logunova · Lyubov Shutova     |
| سيف الشيش فردي    | إنا ديرغلاسوفا · روسيا                                                                | إليسا دي فرانسيسكا · إيطاليا                                                        | إيناس بوبكري · تونس                                                                    |
| السيف العربي فردي | يانا إيغوريان · روسيا                                                                 | صوفيا فيليكايا · روسيا                                                              | Olha Kharlan · أوكرانيا                                                                |
| السيف العربي فرق  | روسيا (RUS) · صوفيا فيليكايا · يانا إيغوريان · Ekaterina Dyachenko · Yuliya Gavrilova | أوكرانيا (UKR) · Olha Kharlan · Olena Kravatska · Alina Komashchuk · Olena Voronina | الولايات المتحدة (USA) · مونيكا أكسميت · ابتهاج محمد · Dagmara Wozniak · ماريل زاغونيس |

## هوكي الحقل
| Event   | الذهبية | الفضية | البرونزية |
| ------- | --- | --- | --- |
| الرجال  | الأرجنتين (ARG) · Juan Manuel Vivaldi · Gonzalo Peillat · Juan Ignacio Gilardi · Facundo Callioni · لوكاس ري · ماتياس باريديس · Joaquín Menini · لوكاس فيلا · إغناثيو أورتيز · خوان مارتين لوبيز · Juan Manuel Saladino · ماتياس ري · مانويل برونيه · Agustín Mazzilli · لوكاس روسي · بيدرو إيبارا | بلجيكا (BEL) · آرثر فان دورين · جون جون دوهمين ‏ · Florent van Aubel · Sebastien Dockier · سيدريك تشارلير ‏ · غوتييه بوكارد · Emmanuel Stockbroekx · توماس بريلس ‏ · Felix Denayer · ڤينسينت ڤاناستش ‏ · سيمون جوجنارد ‏ · لويك لويپايرت ‏ · توم بون · Jérôme Truyens · Elliot Van Strydonck · Tanguy Cosyns | ألمانيا (GER) · Nicolas Jacobi · ماثياس مولر · Linus Butt · Martin Häner · Moritz Trompertz · Mats Grambusch · كريستوفر ويزلي · Timm Herzbruch · Tobias Hauke · Tom Grambusch · Christopher Rühr · Martin Zwicker · Moritz Fürste · فلوريان فوكس · Timur Oruz · Niklas Wellen                    |
| السيدات | بريطانيا العظمى (GBR) · مادي هينش · لورا أونسورث · Crista Cullen · هانا مكليود · Georgie Twigg · هيلين ريتشاردسون · Susannah Townsend · Kate Richardson-Walsh · Sam Quek · أليكس دانسون · غيزيل أنسلي · صوفي براي · هولي ويب · شونا ماكلين · ليلي أوسلي · نيكولا وايت                              | هولندا (NED) · جويسي سومبروك · خان ده فارد · كيتي فان ماله · لوريان لورينك · فيليماين بوس · مارلوس كيتيلس · كارلين ديركسي فان دن هوفل · كيلي يونكر · Maria Verschoor · ليدفاي فيلتن · Caia van Maasakker · Maartje Paumen · Naomi van As · Ellen Hoog · مارخو فان خيفين · إيفا ده خوده                 | ألمانيا (GER) · Nike Lorenz · Selin Oruz · آن شرودر · Lisa Schütze · Charlotte Stapenhorst · Katharina Otte · Janne Müller-Wieland · هانا كروغر · Jana Teschke · ليزا هان · Franzisca Hauke · Cécile Pieper · Marie Mävers · Annika Sprink · يوليا مولر · Pia-Sophie Oldhafer · كريستينا رينولدز |

## كرة القدم
| Event           | الذهبية | الفضية | البرونزية |
| --------------- | --- | --- | --- |
| منتخبات الرجال  | البرازيل (BRA) · ويفرتون بيريرا دا سيلفا · Zeca · رودريغو كايو · ماركينيوس · ريناتو أوغوستو · دوغلاس سانتوس · لوان فييرا · رافينيا ألكانتارا · غابرييل باربوسا · نيمار · غابرييل جيسوس · والاس سوزا · ويليام دي أزيفيدو فورتادو · لوان غارسيا تيكسيرا · رودريغو دورادو · تياغو مايا · فيليبي أندرسون · ويلسون دي أوليفيرا | ألمانيا (GER) · تيمو هورن · جيريمي توليان · لوكاس كلوسترمان · ماتياس غينتر · نيكلاس زوله · سفين بيندر · ماكس ماير · لارس بيندر · دايفي سيلكى · ليون غوريتسكا · يوليان براندت · جانيك هوث · فيليب ماكس · روبرت باور · ماكس كريستيانسن · غريشا بروميل · سيرج غنابري · نيلس بيترسن · Eric Oelschlägel                                            | نيجيريا (NGR) · دانيال أكبيي · Muenfuh Sincere · كينسلي مادو · عبد الله شيهو · Saturday Erimuya · ويليام تروست-إيكونغ · أمينو عمر · أوجينيكارو إيتيبو · إيموه إزيكييل · جون أوبي ميكل · جونيور أجاي · ساليو بوبولا · عمر صادق · ازوبيكي اوكونشكو · Ndifreke Udo · ستانلي أموزي · محمد عثمان إدو · ايمانويل دانيال |
| منتخبات السيدات | ألمانيا (GER) · آلموث شولت · جوزفين هينينغ · ساسكيا بارتوسياك · ليوني ماير · آنيكي كران · سيموني لاودر · ميلاني بيرنغير · لينا جوسلينج · أليكساندرا بوب · دزينيفر ماروزسان · آنيا ميتاغ · تابه كيمه · سارا ديبريتز · بابيت بيتر · ماندي إيسلاكر · ميلاني ليوبولز · إيزابيل كيرسشوفيسكي · لورا بنكارت · سفينا هوت          | السويد (SWE) · جونا اندريسون · Emilia Appelqvist · كوسوفاري أسلاني · إيما برجلاند · ستينا بلاكستينيوس · Hilda Carlén · ليزا دالكفيست · ماغدالينا أريكسون · نيللا فيتشر · Pauline Hammarlund · صوفيا ياكوبسون · هيدفيج ليندال · فريدولينا رولفو · إلين روبنسون · جيسيكا صامويلسون · لوتا شيلين · كارولين سيغر · ليندا سيمبرانت · أوليفيا سشوجه | كندا (CAN) · ستيفاني لابي · أليشا تشابمان · كاديشا بوكانان · شيلينا زادورسكي · ريبيكا كوين · ديين روز · Rhian Wilkinson · Diana Matheson · Josée Bélanger · أشلي لورانس · ديزيري سكوت · كرستين سينكلير · سوفي شميت · ميليسا تانكريدي · نيكول برينس · جنين بكي · جيسي فليمينغ · سابرينا دانغلو                     |

## الغولف
| Event        | الذهبية                     | الفضية                 | البرونزية                      |
| ------------ | --------------------------- | ---------------------- | ------------------------------ |
| فردي الرجال  | جستن روس · بريطانيا العظمى  | هنريك ستينسون · السويد | Matt Kuchar · الولايات المتحدة |
| فردي السيدات | Inbee Park · كوريا الجنوبية | ليديا كو · نيوزيلندا   | Shanshan Feng · الصين          |

## الجمباز

### الجمباز الفني

#### الرجال
| الألعاب            | الذهبية                                                                                   | الفضية                                                                                               | البرونزية                                                                     |
| ------------------ | ----------------------------------------------------------------------------------------- | --- | ----------------------------------------------------------------------------- |
| جميع الأنواع جماعي | اليابان (JPN) · كينزو شيراي · Yusuke Tanaka · Koji Yamamuro · كوهي اوشيمورا · Ryōhei Katō | روسيا (RUS) · دينيس أبليزين · ديفيد بيليافسكي · Ivan Stretovich · Nikolai Kuksenkov · نيكيتا ناغورني | الصين (CHN) · Deng Shudi · Lin Chaopan · ليو يانغ · You Hao · Zhang Chenglong |
| جميع الأنواع فردي  | كوهي اوشيمورا · اليابان                                                                   | Oleg Vernyayev · أوكرانيا                                                                            | ماكس ويتلوك · بريطانيا العظمى                                                 |
| الحركات الأرضية    | ماكس ويتلوك · بريطانيا العظمى                                                             | Diego Hypólito · البرازيل                                                                            | آرثر ماريانو · البرازيل                                                       |
| العارضة الأفقية    | فابيان هامبوشين · ألمانيا                                                                 | Danell Leyva · الولايات المتحدة                                                                      | Nile Wilson · بريطانيا العظمى                                                 |
| المتوازي           | Oleg Vernyayev · أوكرانيا                                                                 | Danell Leyva · الولايات المتحدة                                                                      | ديفيد بيليافسكي · روسيا                                                       |
| حصان المقابض       | ماكس ويتلوك · بريطانيا العظمى                                                             | لويس سميث · بريطانيا العظمى                                                                          | Alexander Naddour · الولايات المتحدة                                          |
| الحلق              | الفثيريوس بترونياس · اليونان                                                              | آرثر زانتي · البرازيل                                                                                | دينيس أبليزين · روسيا                                                         |
| منصة القفز         | Ri Se-gwang · كوريا الشمالية                                                              | دينيس أبليزين · روسيا                                                                                | كينزو شيراي · اليابان                                                         |

#### السيدات
| الألعاب                   | الذهبية                                                                                             | الفضية                                                                                              | البرونزية                                                                 |
| ------------------------- | --------------------------------------------------------------------------------------------------- | --------------------------------------------------------------------------------------------------- | ------------------------------------------------------------------------- |
| جميع الأنواع جماعي        | الولايات المتحدة (USA) · سيمون بايلز · غابريلا دوغلاس · لوري هرنانديز · Madison Kocian · آلي ريسمان | روسيا (RUS) · أنجلينا ميلنيكوفا · علياء مصطفينا · ماريا باسيكا · داريا سبيرودونوفا · سيدا توتخاليان | الصين (CHN) · فان ييلين · ماو يي · Shang Chunsong · Tan Jiaxin · وانغ يان |
| جميع الأنواع فردي         | سيمون بايلز · الولايات المتحدة                                                                      | آلي ريسمان · الولايات المتحدة                                                                       | علياء مصطفينا · روسيا                                                     |
| عارضة التوازن             | ساني فيفرز · هولندا                                                                                 | لوري هرنانديز · الولايات المتحدة                                                                    | سيمون بايلز · الولايات المتحدة                                            |
| الحركات الأرضية           | سيمون بايلز · الولايات المتحدة                                                                      | آلي ريسمان · الولايات المتحدة                                                                       | إيمي تينكلر · بريطانيا العظمى                                             |
| المتوازي المختلف الارتفاع | علياء مصطفينا · روسيا                                                                               | Madison Kocian · الولايات المتحدة                                                                   | Sophie Scheder · ألمانيا                                                  |
| منصة القفز                | سيمون بايلز · الولايات المتحدة                                                                      | ماريا باسيكا · روسيا                                                                                | جوليا شتاينغروبر · سويسرا                                                 |

### الجمباز الإيقاعي
| الألعاب              | الذهبية | الفضية                                                                                             | البرونزية |
| -------------------- | --- | -------------------------------------------------------------------------------------------------- | --- |
| جميع الأنواع (فردي   | مارغريتا مأمون · روسيا                                                                                           | يانا كودريافتسيفا · روسيا                                                                          | غنى رضاتيدينوفا · أوكرانيا |
| جميع الأنواع - جماعي | روسيا (RUS) · فيرا بيريوكوفا · أناستاسيا بليزنيوك · أناستاسيا ماكسيموفا · Anastasiia Tatareva · ماريا تولكاتشيفا | إسبانيا (ESP) · ساندرا أغيلار · Artemi Gavezou · إلينا لوبيز · لورديس موهيدانو · أليخاندرا كويريدا | بلغاريا (BUL) · Reneta Kamberova · Lyubomira Kazanova · Mihaela Maevska-Velichkova · Tsvetelina Naydenova · Hristiana Todorova |

### المنطة
| الألعاب      | الذهبية                        | الفضية                        | البرونزية      |
| ------------ | ------------------------------ | ----------------------------- | -------------- |
| فردي الرجال  | أولادزيسلاو غانتشارو · بيلاروس | دونغ دونغ · الصين             | قاو لي · الصين |
| فردي السيدات | Rosie MacLennan · كندا         | Bryony Page · بريطانيا العظمى | لي دان · الصين |

## كرة اليد
| Event   | الذهبية | الفضية | البرونزية |
| ------- | --- | --- | --- |
| الرجال  | الدنمارك (DEN) · نيكلاس لندن جاكوبسن · مادس كريستيانسن · مادس مينساه لارسن · كاسبر أولريش مورتنسن · يسبر نودسبو · يانيك غرين · لاسي سفان هانسن · رينيه توفت هانسن · هنريك مولجارد · كاسبر سوندرغارد · هنريك توفت هانسن · ميكيل هانسن · مورتن أولسن · مايكل دامغارد                      | فرنسا (FRA) · أوليفييه نيوكاس · دانييل نارسيس · فنسنت جيرار · نيكولا كاراباتيتش · كينتين ماهي · ماتيو جريبيل · تييري أومير · تيموثي نغيسان · لوك أبالو · سيدريك سورهايندو · مايكل غيغو · لوكا كاراباتيتش · لودوفيك فابريجاس · أدريان ديباندا · فالنتين بورت | ألمانيا (GER) · أوفه غينسهايمر · فين ليمكه · باتريك فينتسك · توبياس رايخمان · فابيان ويد · سيلفيو هاينيفيتر · هندريك بيكلر · ستيفين واينهولد · مارتن ستروبل · باتريك جرويتزكي · كاي هافنر · أندرياس فولف · يوليوس كوهن · كريستيان ديسينجير · باول دروكس                 |
| السيدات | روسيا (RUS) · آنا سيدويكينا · بولينا كوزنتسوفا · داريا دميتريفا · آنا سين · أولغا أكوبيان · آنا فياخيرفا · مارينا سوداكوفا · فلادلينا بوبروفنيكوفا · فيكتوريا زيلينسكايتي · يكترينا مارينيكوفا · إيرينا بليزنوفا · يكاترينا إليينا · مايا بيتروفا · تاتيانا إروخينا · فيكتوريا كالينينا | فرنسا (FRA) · لورا غلوسر · بلانديني دانسيتي · كميل أيجلون · أليسون بينو · لاريسا لاندري · غراس زادي · ماري بروفينسير · أماندين ليونو · مانون هويت · سيربا ديمبيلي · كلوي بولو · بياتريس إدوج · إستل نزي مينكو · Gnonsiane Niombla · Alexandra Lacrabère     | النرويج (NOR) · كاري آلفيك جريمسبو · ماري موليد · Emilie Hegh Arntzen · إيدا ألستاد · فيرونيكا كريستيانسن · هايدي لوك · نورا مورك · ستاين بردال أوفتدال · ماريت مالم فرافيورد · كاترين لوندي · لين كريستين ريجيلهوث كورين · أماندا كورتوفيتش · كاميلا هيرم · سنا سولبرغ |

## الخماسي الحديث (البنتاثلون)
| Event   | الذهبية                  | الفضية                        | البرونزية                                  |
| ------- | ------------------------ | ----------------------------- | ------------------------------------------ |
| الرجال  | أليكساندر ليسون · روسيا  | Pavlo Tymoshchenko · أوكرانيا | Ismael Marcelo Hernandez Uscanga · المكسيك |
| السيدات | كلو ايسبوسيتو · أستراليا | Élodie Clouvel · فرنسا        | Oktawia Nowacka · بولندا                   |

## التجديف

### الرجال
| الألعاب                        | الذهبية | الفضية | البرونزية |
| ------------------------------ | --- | --- | --- |
| المجذاف الفردي                 | ماهي دريسدال · نيوزيلندا | دامير مارتن · كرواتيا | Ondrej Synek · جمهورية التشيك |
| المجاذيف المزدوجة              | كرواتيا (CRO) · Martin Sinković · Valent Sinković                                                                                                   | ليتوانيا (LTU) · Mindaugas Griškonis · Saulius Ritter | النرويج (NOR) · كيتيل بورش · Olaf Tufte |
| المجاذيف الرباعية              | ألمانيا (GER) · Philipp Wende · Lauritz Schoof · كارل شولز · Hans Gruhne                                                                            | أستراليا (AUS) · Karsten Forsterling · Alexander Belonogoff · Cameron Girdlestone · James McRae                                                                        | إستونيا (EST) · Andrei Jämsä · Allar Raja · Tõnu Endrekson · Kaspar Taimsoo                                                                                           |
| ثنائي بلا ربان                 | نيوزيلندا (NZL) · أريك موراي · هاميش بوند | جنوب إفريقيا (RSA) · لورانس بريتن · شون كيلينغ | إيطاليا (ITA) · Marco Di Costanzo · Giovanni Abagnale |
| رباعي بلا ربان                 | بريطانيا العظمى (GBR) · Alex Gregory · محمد صبيحي · جورج ناش · Constantine Louloudis                                                                | أستراليا (AUS) · ويل لوكوود · Josh Dunkley-Smith · جوش بوث · الكسندر هيل                                                                                               | إيطاليا (ITA) · Domenico Montrone · Matteo Castaldo · Matteo Lodo · Giuseppe Vicino                                                                                   |
| الثماني                        | بريطانيا العظمى (GBR) · باول بينيت · سكوت دورانت · Matt Gotrel · Matt Langridge · Tom Ransley · بيت ريد · Will Satch · أندرو تريجز هودج · فيلان هيل | ألمانيا (GER) · Maximilian Munski · Malte Jakschik · Andreas Kuffner · Eric Johannesen · Maximilian Reinelt · Felix Drahotta · ريتشارد شميت · Hannes Ocik · مارتن سوير | هولندا (NED) · كاج هندريكس · Robert Lücken · Boaz Meylink · Boudewijn Röell · Olivier Siegelaar · Dirk Uittenbogaard · Mechiel Versluis · Tone Wieten · Peter Wiersum |
| المجاذيف المزدوجة (وزن الخفيف) | فرنسا (FRA) · Pierre Houin · Jérémie Azou | جزيرة أيرلندا (IRL) · Gary O'Donovan · Paul O'Donovan | النرويج (NOR) · كريستوفر برون · Are Strandli |
| رباعي بلا ربان (وزن الخفيف)    | سويسرا (SUI) · Lucas Tramèr · Simon Schürch · Simon Niepmann · Mario Gyr                                                                            | الدنمارك (DEN) · Jacob Barsøe · جاكوب لارسن · كاسبر وينثر يورغنسن · مورتن يورغنسن                                                                                      | فرنسا (FRA) · Franck Solforosi · Thomas Baroukh · Guillaume Raineau · Thibault Colard                                                                                 |

### السيدات
| الألعاب                        | الذهبية | الفضية | البرونزية |
| ------------------------------ | --- | --- | --- |
| المجذاف الفردي                 | كيم برينان · أستراليا | Genevra Stone · الولايات المتحدة | Duan Jingli · الصين |
| المجاذيف المزدوجة              | بولندا (POL) · ماغدالينا فولارزوك · نتاليا ماداي | بريطانيا العظمى (GBR) · Victoria Thornley · كاثرين غراينجر | ليتوانيا (LTU) · Donata Vištartaitė · Milda Valčiukaitė |
| المجاذيف الرباعية              | ألمانيا (GER) · آنكاترين ثيل · كارينا بار · يوليا لير · Lisa Schmidla                                                                                                  | هولندا (NED) · Chantal Achterberg · Nicole Beukers · إنجي جانسين · Carline Bouw                                                                                | بولندا (POL) · Maria Springwald · Joanna Leszczyńska · أغنيشكا كوبوس · Monika Ciaciuch                                                                               |
| ثنائي بلا ربان                 | بريطانيا العظمى (GBR) · هيلين غلوفر · Heather Stanning | نيوزيلندا (NZL) · Genevieve Behrent · Rebecca Scown | الدنمارك (DEN) · هيدفيغ راسموسن · Anne Andersen |
| الثماني                        | الولايات المتحدة (USA) · Emily Regan · Kerry Simmonds · أماندا بولك · Lauren Schmetterling · Tessa Gobbo · Meghan Musnicki · إيل لوغان · أماندا إلمور · Katelin Snyder | بريطانيا العظمى (GBR) · Katie Greves · ميلاني ويلسون · فرانسيس هوتون · Polly Swann · جيسيكا إدي · Olivia Carnegie-Brown · كارين بينيت · زوي لي · Zoe de Toledo | رومانيا (ROU) · Roxana Cogianu · Ioana Strungaru · Mihaela Petrilă · Iuliana Popa · مادالينا بيريس · لورا أوبريا · Adelina Boguș · Andreea Boghian · Daniela Druncea |
| المجاذيف المزدوجة (وزن الخفيف) | هولندا (NED) · Ilse Paulis · مايكي هيد | كندا (CAN) · Lindsay Jennerich · Patricia Obee | الصين (CHN) · Huang Wenyi · Pan Feihong |

## الرغبي السباعي
| Event   | الذهبية | الفضية | البرونزية |
| ------- | --- | --- | --- |
| الرجال  | فيجي (FIJ) · Masivesi Dakuwaqa · Apisai Domolailai · Osea Kolinisau · Semi Kunatani · Viliame Mata · ليون ناكاراوا · Vatemo Ravouvou · Savenaca Rawaca · Kitione Taliga · Josua Tuisova · Jerry Tuwai · Jasa Veremalua · Samisoni Viriviri | بريطانيا العظمى (GBR) · مارك بينيت · Dan Bibby · فيل بورغس · سام كروس · James Davies · Ollie Lindsay-Hague · Ruaridh McConnochie · توم ميتشيل · دان نورتن · Mark Robertson · James Rodwell · Marcus Watson     | جنوب إفريقيا (RSA) · Cecil Afrika · Tim Agaba · Kyle Brown · Juan de Jongh · Justin Geduld · Francois Hougaard · فيرنر كوك · تشيسلين كولبي · Dylan Sage · Seabelo Senatla · Kwagga Smith · Philip Snyman · Roscko Speckman |
| السيدات | أستراليا (AUS) · نيكول بيك · Charlotte Caslick · إيميلي تشيري · كلوي دالتون · جيما إثيريدغ · Ellia Green · Shannon Parry · Evania Pelite · Alicia Quirk · Emma Tonegato · إيمي تورنر · Sharni Williams                                     | نيوزيلندا (NZL) · شاكيرا بيكر · كيلي برازير · غايل بروفتون · تيريزا فيتزباتريك · Sarah Goss · Huriana Manuel · Kayla McAlister · Tyla Nathan-Wong · Terina Te Tamaki · Ruby Tui · نايل وليامز · Portia Woodman | كندا (CAN) · بريتاني بن · هانا دارلينغ · Bianca Farella · Jen Kish · Ghislaine Landry · Megan Lukan · Kayla Moleschi · Karen Paquin · كيلي راسيل · Ashley Steacy · Natasha Watcham-Roy · تشاريتي وليامز                    |

## القوارب الشراعية

### مُسابقات السيدات
| Event        | الذهبية                                          | الفضية                                       | البرونزية                                           |
| ------------ | ------------------------------------------------ | -------------------------------------------- | --------------------------------------------------- |
| RS:X         | Charline Picon · فرنسا                           | Chen Peina · الصين                           | Stefania Elfutina · روسيا                           |
| ليزر الشعاعي | ماريت بوميستر · هولندا                           | Annalise Murphy · جزيرة أيرلندا              | Anne-Marie Rindom · الدنمارك                        |
| 470          | بريطانيا العظمى (GBR) · هانا ميلس · Saskia Clark | نيوزيلندا (NZL) · جو أليه · بولي بوري ‏       | فرنسا (FRA) · Camille Lecointre · Hélène Defrance   |
| 49erFX       | البرازيل (BRA) · Martine Grael · Kahena Kunze    | نيوزيلندا (NZL) · أليكس مالوني · Molly Meech | الدنمارك (DEN) · جينا هانسن · Katja Salskov-Iversen |

### مُسابقات الرجال
| Event  | الذهبية                                     | الفضية                                         | البرونزية                                           |
| ------ | ------------------------------------------- | ---------------------------------------------- | --------------------------------------------------- |
| RS:X   | Dorian van Rijsselberghe · هولندا           | نيك ديمبسي · بريطانيا العظمى                   | Pierre Le Coq · فرنسا                               |
| ليزر   | توم بورتون · أستراليا                       | Tonči Stipanović · كرواتيا                     | Sam Meech · نيوزيلندا                               |
| فنلندي | جايلز سكوت · بريطانيا العظمى                | Vasilij Žbogar · سلوفينيا                      | Caleb Paine · الولايات المتحدة                      |
| 470    | كرواتيا (CRO) · Šime Fantela · Igor Marenić | أستراليا (AUS) · ماثيو بيلشر · ويليام ريان     | اليونان (GRE) · Panagiotis Mantis · Pavlos Kagialis |
| 49er   | نيوزيلندا (NZL) · بيتر بورلينغ · Blair Tuke | أستراليا (AUS) · Nathan Outteridge · لاين جنسن | ألمانيا (GER) · Erik Heil · Thomas Plößel           |

### مُسابقات الزوجي
| Event    | الذهبية                                                   | الفضية                                            | البرونزية                                 |
| -------- | --------------------------------------------------------- | ------------------------------------------------- | ----------------------------------------- |
| ناكرا 17 | الأرجنتين (ARG) · سانتياغو لانج · Cecilia Carranza Saroli | أستراليا (AUS) · Jason Waterhouse · Lisa Darmanin | النمسا (AUT) · Thomas Zajac · Tanja Frank |

## الرماية

### الرجال
| Event                                         | الذهبية                                                             | الفضية                         | البرونزية                                                                           |
| --------------------------------------------- | ------------------------------------------------------------------- | ------------------------------ | ----------------------------------------------------------------------------------- |
| الرماية من مسدس هوائي 10 أمتار                | هوانغ شوان فينه · فيتنام ر.أ                                        | فيليبي ألميدا وو · البرازيل    | بانج وي · الصين                                                                     |
| الرماية من بندقية هوائية 10 أمتار             | نيكولو كامبرياني · إيطاليا ر.أ                                      | Serhiy Kulish · أوكرانيا       | Vladimir Maslennikov · روسيا                                                        |
| الرماية بالمسدس الأولمبي السريع لمسافة 25 متر | Christian Reitz · ألمانيا                                           | Jean Quiquampoix · فرنسا       | Li Yuehong · الصين                                                                  |
| الرماية من مسدس هوائي 50 متر                  | جن جونغ أه · كوريا الجنوبية ر.أ                                     | هوانغ شوان فينه · فيتنام       | Kim Song-guk · كوريا الشمالية                                                       |
| الرماية 50 مترا في وضعية الرقود               | هنري جونغانيل · ألمانيا ر.أ                                         | Kim Jong-hyun · كوريا الجنوبية | Kirill Grigoryan · روسيا                                                            |
| الرماية من بندقية بثلاثة أوضاع 50 متر         | نيكولو كامبرياني · إيطاليا                                          | سيرجي كامنسكي · روسيا          | Alexis Raynaud · فرنسا                                                              |
| سكيت                                          | Gabriele Rossetti · إيطاليا                                         | ماركوس سفنسون · السويد         | عبد الله الرشيدي (لاعب رماية) · الرياضيون الأولمبيون المستقلون في الألعاب الأولمبية |
| المصيدة                                       | Josip Glasnović · كرواتيا                                           | Giovanni Pellielo · إيطاليا    | إدوارد لينغ · بريطانيا العظمى                                                       |
| المصيدة المزدوجة                              | فهيد الديحاني · الرياضيون الأولمبيون المستقلون في الألعاب الأولمبية | Marco Innocenti · إيطاليا      | ستيفن سكوت (لاعب رماية) · بريطانيا العظمى                                           |

### السيدات
| Event                                 | الذهبية                               | الفضية                        | البرونزية                        |
| ------------------------------------- | ------------------------------------- | ----------------------------- | -------------------------------- |
| الرماية من مسدس هوائي 10 أمتار        | تشانغ منغكسو · الصين ر.أ              | فيتالينا باتساراشكينا · روسيا | أنا كوراكاكي · اليونان           |
| الرماية من بندقية هوائية 10 أمتار     | فرجينيا ثراشير · الولايات المتحدة ر.أ | دو لي · الصين                 | Yi Siling · الصين                |
| الرماية من مسدس هوائي 25 مترا         | أنا كوراكاكي · اليونان                | Monika Karsch · ألمانيا       | Heidi Diethelm Gerber · سويسرا   |
| الرماية من بندقية بثلاثة أوضاع 50 متر | باربرا إنكليدر · ألمانيا              | Zhang Binbin · الصين          | دو لي · الصين                    |
| سكيت                                  | Diana Bacosi · إيطاليا                | كيارا كاينيرو · إيطاليا       | كيم رود · الولايات المتحدة       |
| المصيدة                               | كاترين سكينر · أستراليا               | ناتالي روني · نيوزيلندا       | Corey Cogdell · الولايات المتحدة |

## السباحة

### مُسابقات الرجال
| Event                                 | الذهبية | الذهبية               | الفضية | الفضية              | البرونزية | البرونزية                                                            |
| ------------------------------------- | --- | --------------------- | --- | ------------------- | --- | -------------------------------------------------------------------- |
| 50 متر سباحة حرة                      | أنطوني إيرفين · الولايات المتحدة | 21.40                 | Florent Manaudou · فرنسا | 21.41               | ناثان أدريان · الولايات المتحدة                                                                                                 | 21.49                                                                |
| 100 متر سباحة حرة                     | كايل تشالمرز · أستراليا | 47.58 WJR             | Pieter Timmers · بلجيكا | 47.80 رقم وطني ‏     | ناثان أدريان · الولايات المتحدة                                                                                                 | 47.85                                                                |
| 200 متر سباحة حرة                     | سون يونغ · الصين | 1:44.65               | Chad le Clos · جنوب إفريقيا | 1:45.20 رقم أفريقي ‏ | Conor Dwyer · الولايات المتحدة                                                                                                  | 1:45.23                                                              |
| 400 متر سباحة حرة                     | ماك هورتون · أستراليا | 3:41.55               | سون يونغ · الصين | 3:41.68             | غابرييلي ديتي · إيطاليا | 3:43.69                                                              |
| 1500 متر سباحة حرة                    | جريجوريو بالترينييري · إيطاليا | 14:34.57              | Connor Jaeger · الولايات المتحدة | 14:39.48 رقم وطني ‏  | غابرييلي ديتي · إيطاليا | 14:40.86                                                             |
|                                       | |                       | |                     | |                                                                      |
| 100 متر سباحة على الظهر               | راين مورفي · الولايات المتحدة | 51.97 ر.أ             | Xu Jiayu · الصين | 52.31               | ديفيد بلامر · الولايات المتحدة                                                                                                  | 52.40                                                                |
| 200 متر سباحة على الظهر               | راين مورفي · الولايات المتحدة | 1:53.62               | Mitch Larkin · أستراليا | 1:53.96             | يفغيني ريلوف · روسيا | 1:53.97                                                              |
|                                       | |                       | |                     | |                                                                      |
| 100 متر سباحة صدر                     | آدم بيتي · بريطانيا العظمى | 57.13 ر.ع             | Cameron van der Burgh · جنوب إفريقيا | 58.69               | كودي ميلر · الولايات المتحدة | 58.87 AM                                                             |
| 200 متر سباحة صدر                     | Dmitriy Balandin · كازاخستان | 2.07.46 رقم وطني ‏     | جوش برينوت · الولايات المتحدة | 2.07.53             | أنطون تشوبكوف · روسيا | 2.07.70 رقم وطني ‏                                                    |
|                                       | |                       | |                     | |                                                                      |
| 100 متر سباحة فراشة                   | جوزيف سكولينغ · سنغافورة | 50.39 ر.أ، رقم آسيوي ‏ | مايكل فيلبس · الولايات المتحدة Chad le Clos · جنوب إفريقيا László Cseh · المجر                                                                           | 51.14 51.14         | لم تُمنح الميدالية لأن أصحاب المركز الثاني الثلاثة حققوا نفس التوقيت.                                                            | لم تُمنح الميدالية لأن أصحاب المركز الثاني الثلاثة حققوا نفس التوقيت. |
| 200 متر سباحة فراشة                   | مايكل فيلبس · الولايات المتحدة | 1:53.36               | ماساتو ساكاي · اليابان | 1:53.40             | Tamás Kenderesi · المجر | 1:53.62                                                              |
|                                       | |                       | |                     | |                                                                      |
| 200 متر سباحة متنوعة فردي             | مايكل فيلبس · الولايات المتحدة | 1:54.66               | Kosuke Hagino · اليابان | 1:56.61             | وانغ شون · الصين | 1:57.05                                                              |
| 400 متر سباحة متنوعة فردي             | Kosuke Hagino · اليابان | 4:06.05               | تشيس كاليش · الولايات المتحدة | 4:06.75             | دايا سيتو · اليابان | 4:09.71                                                              |
|                                       | |                       | |                     | |                                                                      |
| 4 × 100 متر سباحة حرة تتابع           | الولايات المتحدة (USA) · كالب دريسل (48.10) · مايكل فيلبس (47.12) · Ryan Held (47.73) · ناثان أدريان (46.97) · Jimmy Feigen[أ] · Blake Pieroni[أ] · أنطوني إيرفين[أ]             | 3:09.92               | فرنسا (FRA) · Mehdy Metella (48.08) · Fabien Gilot (48.20) · Florent Manaudou (47.14) · Jérémy Stravius (47.11) · Clément Mignon[أ] · William Meynard[أ] | 3:10.53             | أستراليا (AUS) · جيمس روبرتس ‏ (48.88) · كايل تشالمرز (47.38) · James Magnussen (48.11) · كاميرون مكيفوي (47.00) · ماثيو أبود[أ] | 3:11.37                                                              |
| 4 × 200 متر سباحة حرة تتابع           | الولايات المتحدة (USA) · Conor Dwyer (1:45.23) · Townley Haas (1:44.14) · ريان لوكتي (1:46.03) · مايكل فيلبس (1:45.26) · كلارك سميث[أ] · Jack Conger[أ] · Gunnar Bentz[أ]        | 7:00.66               | بريطانيا العظمى (GBR) · Stephen Milne (1:46.97) · دونكان سكوت (1:45.05) · Daniel Wallace (1:46.26) · James Guy (1:44.85) · Robbie Renwick[أ]             | 7:03.13 رقم وطني ‏   | اليابان (JPN) · Kosuke Hagino (1:45.34) · Naito Ehara (1:46.11) · Yuki Kobori (1:45.71) · تاكيشي ماتسودا (1:46.34)              | 7:03.50                                                              |
| 4 × 100 متر سباحة متنوعة تتابع        | الولايات المتحدة (USA) · راين مورفي (51.85) ر.ع · كودي ميلر (59.03) · مايكل فيلبس (50.33) · ناثان أدريان (46.74) · ديفيد بلامر[أ] · كيفن كوردس[أ] · توم شيلدز[أ] · كالب دريسل[أ] | 3:27.95 ر.أ           | بريطانيا العظمى (GBR) · كريستوفر ووكر ‏ (53.68) · آدم بيتي (56.59) · James Guy (51.35) · دونكان سكوت (47.62)                                              | 3:29.24 رقم وطني ‏   | أستراليا (AUS) · Mitch Larkin (53.19) · جيك باكارد (58.84) · دايفيد مورغان ‏ (51.18) · كايل تشالمرز (46.72) · كاميرون مكيفوي[أ]  | 3:29.93                                                              |
|                                       | |                       | |                     | |                                                                      |
| 10 كيلومترات سباحة في المياه المفتوحة | Ferry Weertman · هولندا | 1:52:59.8             | Spyridon Gianniotis · اليونان | 1:52:59.8           | Marc-Antoine Olivier · فرنسا | 1:53:02.0                                                            |
| قالب:Olympic swimming record codes    | |                       | |                     | |                                                                      |

أ  تُشير إلى السباحين الذين شاركوا في التصفيات فقط ورغم ذلك حصلوا على ميدالية ملونة.

### مُسابقات السيدات
| Event                                 | الذهبية | الذهبية                                          | الفضية | الفضية                                                              | البرونزية | البرونزية                      |
| ------------------------------------- | --- | ------------------------------------------------ | --- | ------------------------------------------------------------------- | --- | ------------------------------ |
| 50 متر سباحة حرة                      | بيرنيل بلوم · الدنمارك | 24.07 رقم وطني ‏                                  | سيمون مانويل · الولايات المتحدة | 24.09                                                               | ألكسندرا جيراسيمينيا · بيلاروس | 24.11 رقم وطني ‏                |
| 100 متر سباحة حرة                     | سيمون مانويل · الولايات المتحدة · بيني أوليكسياك · كندا | 52.70 ر.أ، رقم أمريكي 52.70 ر.أ، WJR، رقم أمريكي | لم تُمنح الميدالية لأحد لأنه فازت بالميدالية الذهبية أكثر من رياضية. | لم تُمنح الميدالية لأحد لأنه فازت بالميدالية الذهبية أكثر من رياضية. | سارة سيوستروم · السويد | 52.90                          |
| 200 متر سباحة حرة                     | كاتي ليدكي · الولايات المتحدة | 1:53.73                                          | سارة سيوستروم · السويد | 1:54.08 رقم وطني ‏                                                   | إيما مكيون · أستراليا | 1:54.92                        |
| 400 متر سباحة حرة                     | كاتي ليدكي · الولايات المتحدة | 3:56.46 ر.ع                                      | Jazmin Carlin · بريطانيا العظمى | 4:01.23                                                             | Leah Smith · الولايات المتحدة | 4:01.92                        |
| 800 متر سباحة حرة                     | كاتي ليدكي · الولايات المتحدة | 8:04.79 ر.ع                                      | Jazmin Carlin · بريطانيا العظمى | 8:16.17                                                             | Boglárka Kapás · المجر | 8:16.37                        |
|                                       | |                                                  | |                                                                     | |                                |
| 100 متر سباحة على الظهر               | كاتينكا هوسو · المجر | 58.45                                            | كاثلين بيكر · الولايات المتحدة | 58.75                                                               | كايلي ماس · كندا فو يوانهوي · الصين | 58.76 رقم وطني ‏58.76 رقم وطني ‏ |
| 200 متر سباحة على الظهر               | Maya DiRado · الولايات المتحدة | 2:05.99                                          | كاتينكا هوسو · المجر | 2:06.05                                                             | Hilary Caldwell · كندا | 2:07.54                        |
|                                       | |                                                  | |                                                                     | |                                |
| 100 متر سباحة صدر                     | ليلي كينغ · الولايات المتحدة | 1:04.93 ر.أ                                      | يوليا يفيموفا · روسيا | 1:05.50                                                             | Katie Meili · الولايات المتحدة | 1:05.69                        |
| 200 متر سباحة صدر                     | Rie Kaneto · اليابان | 2:20.30                                          | يوليا يفيموفا · روسيا | 2:21.97                                                             | Shi Jinglin · الصين | 2:22.28                        |
|                                       | |                                                  | |                                                                     | |                                |
| 100 متر سباحة فراشة                   | سارة سيوستروم · السويد | 55.48 ر.ع                                        | بيني أوليكسياك · كندا | 56.46 WJR، رقم وطني ‏                                                | دانا فولمر · الولايات المتحدة | 56.63                          |
| 200 متر سباحة فراشة                   | ميريا بيلمونتي غارثيا · إسبانيا | 2.04.85                                          | Madeline Groves · أستراليا | 2.04.88                                                             | Natsumi Hoshi · اليابان | 2.05.20                        |
|                                       | |                                                  | |                                                                     | |                                |
| 200 متر سباحة متنوعة فردي             | كاتينكا هوسو · المجر | 2:06.58 ر.أ                                      | Siobhan-Marie O'Connor · بريطانيا العظمى | 2:06.88                                                             | Maya DiRado · الولايات المتحدة | 2:08.79                        |
| 400 متر سباحة متنوعة فردي             | كاتينكا هوسو · المجر | 4:26.36 ر.ع                                      | Maya DiRado · الولايات المتحدة | 4:31.15                                                             | ميريا بيلمونتي غارثيا · إسبانيا | 4:32.39                        |
|                                       | |                                                  | |                                                                     | |                                |
| 4 × 100 متر سباحة حرة تتابع           | أستراليا (AUS) · إيما مكيون (53.41) · بريتاني إلمسليي (53.12) · برونتي كامبل (52.15) · كيت كامبل (51.97) · ماديسون ويلسون[ب]                                                             | 3:30.65 ر.ع                                      | الولايات المتحدة (USA) · سيمون مانويل (53.36) · أبي وايتزايل (52.56) · دانا فولمر (53.18) · كاتي ليدكي (52.79) · جو ديفيس ‏[ب] · Lia Neal[ب] · أليسون شميت[ب]             | 3:31.89 AM                                                          | كندا (CAN) · Sandrine Mainville (53.86) · Chantal Van Landeghem (53.12) · Taylor Ruck (53.19) · بيني أوليكسياك (52.72) · Michelle Williams[ب]                | 3:32.89 رقم وطني ‏              |
| 4 × 200 متر سباحة حرة تتابع           | الولايات المتحدة (USA) · أليسون شميت (1:56.21) · Leah Smith (1:56.69) · Maya DiRado (1:56.39) · كاتي ليدكي (1:53.74) · ميسي فرانكلين[ب] · Melanie Margalis[ب] · Cierra Runge[ب]          | 7:43.03                                          | أستراليا (AUS) · Leah Neale (1:57.95) · إيما مكيون (1:54.64) · برونتي بارات (1:55.81) · Tamsin Cook (1:56.47) · جيسيكا آشوود[ب]                                          | 7:44.87                                                             | كندا (CAN) · Katerine Savard (1:57.91) · Taylor Ruck (1:56.18) · Brittany MacLean (1:56.36) · بيني أوليكسياك (1:54.94) · Kennedy Goss[ب] · Emily Overholt[ب] | 7:45.39 رقم وطني ‏              |
| 4 × 100 متر سباحة متنوعة تتابع        | الولايات المتحدة (USA) · كاثلين بيكر (59.00) · ليلي كينغ (1:05.70) · دانا فولمر (56.00) · سيمون مانويل (52.43) · Olivia Smoliga[ب] · Katie Meili[ب] · Kelsi Worrell[ب] · أبي وايتزايل[ب] | 3:53.13                                          | أستراليا (AUS) · Emily Seebohm (58.83) · Taylor McKeown (1:07.05) · إيما مكيون (56.95) · كيت كامبل (52.17) · ماديسون ويلسون[ب] · Madeline Groves[ب] · بريتاني إلمسليي[ب] | 3:55.00                                                             | الدنمارك (DEN) · Mie Nielsen (58.75) · Rikke Møller Pedersen (1:06.62) · Jeanette Ottesen (56.43) · بيرنيل بلوم (53.21)                                      | 3:55.01 رقم أوروبي ‏            |
|                                       | |                                                  | |                                                                     | |                                |
| 10 كيلومترات سباحة في المياه المفتوحة | Sharon van Rouwendaal · هولندا | 1:56:32.1                                        | راشيل بروني · إيطاليا | 1:56:49.5                                                           | Poliana Okimoto · البرازيل | 1:56:51.4                      |
| قالب:Olympic swimming record codes    | |                                                  | |                                                                     | |                                |

ب  تُشير إلى السباحات اللواتي شاركن فقط في التصفيات ولكنهن حُزن على ميدالية ملونة.

## السباحة المتزامنة
| Event   | الذهبية | الفضية | البرونزية |
| ------- | --- | --- | --- |
| زوجي    | روسيا (RUS) · ناتاليا إيشتشنكو · سفيتلانا روماشينا | الصين (CHN) · Huang Xuechen · Sun Wenyan                                                                                        | اليابان (JPN) · يوكيكو إينوي · Risako Mitsui |
| مُنتخبات | روسيا (RUS) · فلادا تشيغيريفا · ناتاليا إيشتشنكو · سفيتلانا كوليسنيشنكو · ألكسندرا باتسكيفيتش · سفيتلانا روماشينا · آلا شيشكينا · ماريا شوروشكينا · Gelena Topilina · Elena Prokofyeva | الصين (CHN) · غو شياو · قو لي · Li Xiaolu · Liang Xinping · Sun Wenyan · Tang Mengni · Yin Chengxin · Zeng Zhen · Huang Xuechen | اليابان (JPN) · Aika Hakoyama · يوكيكو إينوي · Kei Marumo · Risako Mitsui · Kanami Nakamaki · ماي ناكامورا · Kano Omata · كورومي يوشيدا · إيكو هاياشي |

## تنس الطاولة
| Event        | الذهبية                                         | الفضية                                                      | البرونزية                                                      |
| ------------ | ----------------------------------------------- | ----------------------------------------------------------- | -------------------------------------------------------------- |
| فردي الرجال  | ما لونغ · الصين                                 | Zhang Jike · الصين                                          | جون ميزوتاني · اليابان                                         |
| فرق الرجال   | الصين (CHN) · Zhang Jike · ما لونغ · Xu Xin     | اليابان (JPN) · كوكي نيوا · جون ميزوتاني · Maharu Yoshimura | ألمانيا (GER) · تيمو بول · ديميتريج أوفتشاروف · Bastian Steger |
| فردي السيدات | دينغ نينغ · الصين                               | لي شياو شيا · الصين                                         | Kim Song-i · كوريا الشمالية                                    |
| فرق السيدات  | الصين (CHN) · لي شيون · دينغ نينغ · لي شياو شيا | ألمانيا (GER) · Han Ying · بيتريسا سوليا · Shan Xiaona      | اليابان (JPN) · Ai Fukuhara · كاسومي إيشيكاوا ‏ · ميما إيتو     |

## التايكواندو

### مُسابقات السيدات
| Event                  | الذهبية                          | الفضية                            | البرونزية                         |
| ---------------------- | -------------------------------- | --------------------------------- | --------------------------------- |
| وزن الذبابة (58 كلغ)   | Zhao Shuai · الصين               | Tawin Hanprab · تايلاند           | Luisito Pie · جمهورية الدومينيكان |
| وزن الذبابة (58 كلغ)   | Zhao Shuai · الصين               | Tawin Hanprab · تايلاند           | Kim Tae-hun · كوريا الجنوبية      |
| وزن الريشة (68 كلغ)    | أحمد أبو غوش · الأردن            | أليكسي دينيسينكو · روسيا          | Lee Dae-hoon · كوريا الجنوبية     |
| وزن الريشة (68 كلغ)    | أحمد أبو غوش · الأردن            | أليكسي دينيسينكو · روسيا          | جويل غونثاليث · إسبانيا           |
| وزن الوسط (80 كلغ)     | Cheick Sallah Cisse · ساحل العاج | Lutalo Muhammad · بريطانيا العظمى | Milad Beigi · أذربيجان            |
| وزن الوسط (80 كلغ)     | Cheick Sallah Cisse · ساحل العاج | Lutalo Muhammad · بريطانيا العظمى | أسامة الوسلاتي · تونس             |
| الوزن الثقيل (+80 كلغ) | Radik Isayev · أذربيجان          | Abdoul Issoufou · النيجر          | Maicon Siqueira · البرازيل        |
| الوزن الثقيل (+80 كلغ) | Radik Isayev · أذربيجان          | Abdoul Issoufou · النيجر          | Cha Dong-min · كوريا الجنوبية     |

| Event                  | الذهبية                     | الفضية                            | البرونزية                          |
| ---------------------- | --------------------------- | --------------------------------- | ---------------------------------- |
| وزن الذبابة (49 كلغ)   | Kim So-hui · كوريا الجنوبية | تيجانا بوغدانوفيتش · صربيا        | باتيمات أباكاروفا · أذربيجان       |
| وزن الذبابة (49 كلغ)   | Kim So-hui · كوريا الجنوبية | تيجانا بوغدانوفيتش · صربيا        | Panipak Wongpattanakit · تايلاند   |
| وزن الريشة (57 كلغ)    | جاد جونز · بريطانيا العظمى  | إيفا كالفو · إسبانيا              | هداية ملاك · مصر                   |
| وزن الريشة (57 كلغ)    | جاد جونز · بريطانيا العظمى  | إيفا كالفو · إسبانيا              | كيميا علي زاده · إيران             |
| وزن الوسط (67 كلغ)     | Oh Hye-ri · كوريا الجنوبية  | Haby Niaré · فرنسا                | Ruth Gbagbi · ساحل العاج           |
| وزن الوسط (67 كلغ)     | Oh Hye-ri · كوريا الجنوبية  | Haby Niaré · فرنسا                | Nur Tatar · تركيا                  |
| الوزن الثقيل (+67 كلغ) | Zheng Shuyin · الصين        | ماريا إسبينوزا (رياضية) · المكسيك | Bianca Walkden · بريطانيا العظمى   |
| الوزن الثقيل (+67 كلغ) | Zheng Shuyin · الصين        | ماريا إسبينوزا (رياضية) · المكسيك | Jackie Galloway · الولايات المتحدة |

## كرة المضرب
| Event        | الذهبية                                               | الفضية                                             | البرونزية                                               |
| ------------ | ----------------------------------------------------- | -------------------------------------------------- | ------------------------------------------------------- |
| فردي الرجال  | أندي موراي · بريطانيا العظمى                          | خوان مارتن ديل بوترو · الأرجنتين                   | كي نيشيكوري · اليابان                                   |
| زوجي الرجال  | إسبانيا (ESP) · مارك لوبيث · رافاييل نادال            | رومانيا (ROU) · فلورن ميرغيا · هوريا تيكاو         | الولايات المتحدة (USA) · Steve Johnson · جاك سوك        |
| فردي السيدات | مونيكا بويغ · بورتوريكو                               | أنجليك كيربر · ألمانيا                             | بيترا كفيتوفا · جمهورية التشيك                          |
| زوجي السيدات | روسيا (RUS) · إيكاترينا ماكاروفا · إيلينا فيسنينا     | سويسرا (SUI) · تيميا باشينسكي · مارتينا هينجيز     | جمهورية التشيك (CZE) · لوسي سافاروفا · باربورا ستريكوفا |
| زوجي مختلط   | الولايات المتحدة (USA) · بيثيان ماتيك ساندز · جاك سوك | الولايات المتحدة (USA) · فينوس ويليامز · راجيف رام | جمهورية التشيك (CZE) · لوسي هراديكا · راديك ستيبانيك    |

## السباق الثلاثي
| Event        | الذهبية                           | الفضية                         | البرونزية                     |
| ------------ | --------------------------------- | ------------------------------ | ----------------------------- |
| فردي الرجال  | أليستير براونلي · بريطانيا العظمى | جوني براونلي · بريطانيا العظمى | Henri Schoeman · جنوب إفريقيا |
| فردي السيدات | غوين يورجنسن · الولايات المتحدة   | نيكولا سبيريغ · سويسرا         | فيكي هولاند · بريطانيا العظمى |

## كرة الطائرة

### كرة الطائرة داخل القاعة
| Event         | الذهبية | الفضية | البرونزية |
| ------------- | --- | --- | --- |
| بطولة الرجال  | البرازيل (BRA) · William Arjona · Éder Carbonera · Wallace de Souza · Luiz Felipe Fonteles · Evandro Guerra · ريكاردو لوكاريلي · برونو ريزيندي · Lucas Saatkamp · سيرجيو سانتوس · ماوريسيو بورجيس · دوغلاس سوزا · Maurício Souza | إيطاليا (ITA) · أوليغ أنتونوف · ايمانويل بيرارلي · Simone Buti · Massimo Colaci · سيمون جيانيلي · عثماني خوانتورينا · Filippo Lanza · Matteo Piano · Salvatore Rossini · Pasquale Sottile · Luca Vettori · إيفان زايتسيف                  | الولايات المتحدة (USA) · مات أندرسون · Micah Christenson · ماكسويل هولت · Thomas Jaeschke · ديفيد لي · William Priddy · أرون راسيل · تايلور ساندر · Erik Shoji · Kawika Shoji · دايفيد سميث · ميرفي تروي       |
| بطولة السيدات | الصين (CHN) · Ding Xia · Gong Xiangyu · Hui Ruoqi · لين لي · Liu Xiaotong · Wei Qiuyue · Xu Yunli · Yan Ni · Yang Fangxu · Yuan Xinyue · Zhang Changning · تشو تينغ                                                              | صربيا (SRB) · تيجانا بوسكوفيتش · Jovana Brakočević · بيانكا بوشا · Tijana Malešević · Brankica Mihajlović · إيلينا نيكوليتش · مايا أوغنينوفيتش · Silvija Popović · Milena Rašić · Jovana Stevanović · Stefana Veljković · Bojana Živković | الولايات المتحدة (USA) · رايتشل آدامز · فولوك جوندرسون · Kayla Banwarth · أليشا قلاس · Christa Harmotto · كيمبرلي هيل · Jordan Larson · Carli Lloyd · Karsta Lowe · كيلي ميرفي · كيلسي روبنسون · كورتني تومسون |

### كرة الطائرة الشاطئية
| Event         | الذهبية                                             | الفضية                                            | البرونزية                                      |
| ------------- | --------------------------------------------------- | ------------------------------------------------- | ---------------------------------------------- |
| بطولة الرجال  | البرازيل (BRA) · Alison Cerutti · برونو أوسكار شميت | إيطاليا (ITA) · Daniele Lupo · باولو نيكولاي      | هولندا (NED) · الكسندر بروير · Robert Meeuwsen |
| بطولة السيدات | ألمانيا (GER) · لورا لودويغ · Kira Walkenhorst      | البرازيل (BRA) · أجاثا بيدناركوزك · باربرا سيكساس | الولايات المتحدة (USA) · كيري والش · أبريل روس |

## كرة الماء
| Event          | الذهبية | الفضية | البرونزية |
| -------------- | --- | --- | --- |
| مُسابقة الرجال  | صربيا (SRB) · Gojko Pijetlović · Dušan Mandić · Živko Gocić · Sava Ranđelović · Miloš Ćuk · دوشكو بييتلوفيتش · Slobodan Nikić · Milan Aleksić · Nikola Jakšić · فيليب فيليبوفيتش · Andrija Prlainović · Stefan Mitrović · Branislav Mitrović | كرواتيا (CRO) · Josip Pavić · Damir Burić · Antonio Petković · Luka Lončar · Maro Joković · Luka Bukić · كزافييه غارسيا · Andro Bušlje · Sandro Sukno · Ivan Krapić · Anđelo Šetka · Marko Macan · Marko Bijač                                               | إيطاليا (ITA) · Stefano Tempesti · Francesco Di Fulvio · Niccolò Gitto · Pietro Figlioli · Alessandro Velotto · Michael Bodegas · Andrea Fondelli · فالنتينو غالو · Christian Presciutti · Nicholas Presciutti · ماتيو أيكاردي · أليساندرو نورا · Marco Del Lungo |
| مُسابقة السيدات | الولايات المتحدة (USA) · سامانثا هيل · مادي موسلمان · Melissa Seidemann · Rachel Fattal · Aria Fischer · Maggie Steffens · Courtney Mathewson · Kiley Neushul · كارولين كلارك · Kaleigh Gilchrist · ماكينزي فيشر · كامي كرايغ · أشلي جونسون  | إيطاليا (ITA) · Giulia Gorlero · Chiara Tabani · Arianna Garibotti · Elisa Queirolo · Federica Radicchi · Rosaria Aiello · تانيا دي ماريو · Roberta Bianconi · Giulia Enrica Emmolo · Francesca Pomeri · Aleksandra Cotti · Teresa Frassinetti · Laura Teani | روسيا (RUS) · Anna Ustyukhina · Maria Borisova · Ekaterina Prokofyeva · Elvina Karimova · Nadezhda Fedotova · Olga Belova · Ekaterina Lisunova · Anastasia Simanovich · Anna Timofeeva · Evgenia Soboleva · Evgeniya Ivanova · Anna Grineva · Anna Karnaukh       |

## رفع الأثقال

### مسابقات الرجال
| Event    | الذهبية                        | الفضية                       | البرونزية                       |
| -------- | ------------------------------ | ---------------------------- | ------------------------------- |
| 56 كلغ   | لونغ تشينغ تشيوان · الصين      | Om Yun-Chol · كوريا الشمالية | Sinphet Kruaithong · تايلاند    |
| 62 كلغ   | أوسكار فيغيروا · كولومبيا      | Eko Yuli Irawan · إندونيسيا  | Farkhad Kharki · كازاخستان      |
| 69 كلغ   | Shi Zhiyong · الصين            | دانيار إسماعيلوف · تركيا     | Luis Javier Mosquera · كولومبيا |
| 77 كلغ   | نجات رحيموف · كازاخستان        | لو زياوجون · الصين           | محمد إيهاب · مصر                |
| 85 كلغ   | كيانوش روستمي · إيران ر.ع      | تيان تاو · الصين             | Denis Ulanov · كازاخستان        |
| 94 كلغ   | سهراب مرادی · إيران            | Vadzim Straltsou · بيلاروس   | Aurimas Didžbalis · ليتوانيا    |
| 105 كلغ  | رسلان نورودينوف · أوزبكستان    | Simon Martirosyan · أرمينيا  | Aleksandr Zaychikov · كازاخستان |
| +105 كلغ | لاشا تالاخادز · جورجيا ر.ع ر.أ | غور ميناسيان · أرمينيا       | Irakli Turmanidze · جورجيا      |

### مُسابقات السيدات
| Event   | الذهبية                        | الفضية                           | البرونزية                       |
| ------- | ------------------------------ | -------------------------------- | ------------------------------- |
| 48 كلغ  | سوبيتا تاناسان · تايلاند       | سري واهوني أغوستياني · إندونيسيا | هيرومي مياكي · اليابان          |
| 53 كلغ  | Hsu Shu-ching · تايبيه الصينية | هيديلين دياز · الفلبين           | Yoon Jin-hee · كوريا الجنوبية   |
| 58 كلغ  | سوكانيا سريسورات · تايلاند     | Pimsiri Sirikaew · تايلاند       | Kuo Hsing-chun · تايبيه الصينية |
| 63 كلغ  | دنغ وي · الصين ر.ع، ر.أ        | Choe Hyo-sim · كوريا الشمالية    | Karina Goricheva · كازاخستان    |
| 69 كلغ  | Xiang Yanmei · الصين           | Zhazira Zhapparkul · كازاخستان   | سارة أحمد · مصر                 |
| 75 كلغ  | Rim Jong-sim · كوريا الشمالية  | Darya Naumava · بيلاروس          | ليديا فالنتين · إسبانيا         |
| +75 كلغ | Meng Suping · الصين            | Kim Kuk-hyang · كوريا الشمالية   | سارة روبلس · الولايات المتحدة   |

## المصارعة

### المصارعة اليونانية الرومانية (رجال)
| Event   | الذهبية                   | الفضية                      | البرونزية                      |
| ------- | ------------------------- | --------------------------- | ------------------------------ |
| 59 كلغ  | إسماعيل بوريرو · كوبا     | Shinobu Ota · اليابان       | Elmurat Tasmuradov · أوزبكستان |
| 59 كلغ  | إسماعيل بوريرو · كوبا     | Shinobu Ota · اليابان       | Stig André Berge · النرويج     |
| 66 كلغ  | Davor Štefanek · صربيا    | Migran Arutyunyan · أرمينيا | Shmagi Bolkvadze · جورجيا      |
| 66 كلغ  | Davor Štefanek · صربيا    | Migran Arutyunyan · أرمينيا | Rasul Chunayev · أذربيجان      |
| 75 كلغ  | رومان فلاسوف · روسيا      | Mark Madsen · الدنمارك      | Kim Hyeon-woo · كوريا الجنوبية |
| 75 كلغ  | رومان فلاسوف · روسيا      | Mark Madsen · الدنمارك      | Saeid Abdevali · إيران         |
| 85 كلغ  | Davit Chakvetadze · روسيا | زان بيلينيوك · أوكرانيا     | Javid Hamzatau · بيلاروس       |
| 85 كلغ  | Davit Chakvetadze · روسيا | زان بيلينيوك · أوكرانيا     | Denis Kudla · ألمانيا          |
| 98 كلغ  | أرتور الكسانيان · أرمينيا | Yasmany Lugo · كوبا         | Cenk İldem · تركيا             |
| 98 كلغ  | أرتور الكسانيان · أرمينيا | Yasmany Lugo · كوبا         | Ghasem Rezaei · إيران          |
| 130 كلغ | ميجان لوبيز · كوبا        | Rıza Kayaalp · تركيا        | Sabah Shariati · أذربيجان      |
| 130 كلغ | ميجان لوبيز · كوبا        | Rıza Kayaalp · تركيا        | Sergey Semenov · روسيا         |

### المصارعة الحرة (رجال)
| Event   | الذهبية                           | الفضية                     | البرونزية                     |
| ------- | --------------------------------- | -------------------------- | ----------------------------- |
| 57 كلغ  | Vladimer Khinchegashvili · جورجيا | Rei Higuchi · اليابان      | حجي علييف · أذربيجان          |
| 57 كلغ  | Vladimer Khinchegashvili · جورجيا | Rei Higuchi · اليابان      | حسن رحيمي · إيران             |
| 65 كلغ  | Soslan Ramonov · روسيا            | Toghrul Asgarov · أذربيجان | Frank Chamizo · إيطاليا       |
| 65 كلغ  | Soslan Ramonov · روسيا            | Toghrul Asgarov · أذربيجان | Ikhtiyor Navruzov · أوزبكستان |
| 74 كلغ  | حسن يزداني · إيران                | Aniuar Geduev · روسيا      | Jabrayil Hasanov · أذربيجان   |
| 74 كلغ  | حسن يزداني · إيران                | Aniuar Geduev · روسيا      | Soner Demirtaş · تركيا        |
| 86 كلغ  | عبد الرشيد سادولاييف · روسيا      | سليم يشار · تركيا          | شريف شريفوف · أذربيجان        |
| 86 كلغ  | عبد الرشيد سادولاييف · روسيا      | سليم يشار · تركيا          | J'den Cox · الولايات المتحدة  |
| 97 كلغ  | كايل سنايدر · الولايات المتحدة    | Khetag Gazyumov · أذربيجان | Albert Saritov · رومانيا      |
| 97 كلغ  | كايل سنايدر · الولايات المتحدة    | Khetag Gazyumov · أذربيجان | Magomed Ibragimov · أوزبكستان |
| 125 كلغ | طه أكغول · تركيا                  | Komeil Ghasemi · إيران     | Ibrahim Saidau · بيلاروس      |
| 125 كلغ | طه أكغول · تركيا                  | Komeil Ghasemi · إيران     | جنو بيترياشفيلي · جورجيا      |

### المصارعة الحرة (سيدات)
| Event  | الذهبية                          | الفضية                      | البرونزية                        |
| ------ | -------------------------------- | --------------------------- | -------------------------------- |
| 48 كلغ | Eri Tosaka · اليابان             | ماريا ستادنيك · أذربيجان    | Sun Yanan · الصين                |
| 48 كلغ | Eri Tosaka · اليابان             | ماريا ستادنيك · أذربيجان    | إيليتسا يانكوفا · بلغاريا        |
| 53 كلغ | هيلين ماروليس · الولايات المتحدة | ساوري يوشيدا · اليابان      | Nataliya Synyshyn · أذربيجان     |
| 53 كلغ | هيلين ماروليس · الولايات المتحدة | ساوري يوشيدا · اليابان      | صوفيا ماتسون · السويد            |
| 58 كلغ | كاوري إيكو · اليابان             | Valeria Koblova · روسيا     | مروى العمري · تونس               |
| 58 كلغ | كاوري إيكو · اليابان             | Valeria Koblova · روسيا     | ساكشي مالك · الهند               |
| 63 كلغ | Risako Kawai · اليابان           | Maryia Mamashuk · بيلاروس   | Yekaterina Larionova · كازاخستان |
| 63 كلغ | Risako Kawai · اليابان           | Maryia Mamashuk · بيلاروس   | Monika Michalik · بولندا         |
| 69 كلغ | Sara Dosho · اليابان             | ناتاليا فوروبييفا · روسيا   | Elmira Syzdykova · كازاخستان     |
| 69 كلغ | Sara Dosho · اليابان             | ناتاليا فوروبييفا · روسيا   | جيني فرانسون · السويد            |
| 75 كلغ | Erica Wiebe · كندا               | Guzel Manyurova · كازاخستان | Zhang Fengliu · الصين            |
| 75 كلغ | Erica Wiebe · كندا               | Guzel Manyurova · كازاخستان | Ekaterina Bukina · روسيا         |

## تغييرات في الميداليات
في 18 أغسطس 2016، جُرد الرباع القيرغيزي عزت أرتيكوف من ميداليته البرونزية التي حازها في مُنافسة وزن 69 كلغ، وذلك بعد أن أثبتت اختبارات المُنشطات التي خضع لها بأنه يتعاطى الستركنين. مُنحت الميدالية فيما بعد للرباع الكولومبي Luis Javier Mosquera، وذلك باعتباره صاحب المركز الرابع في تلك المُنافسة.
في 8 ديسمبر 2016، قررت محكمة التحكيم الرياضية تجريد الرباع الروماني Gabriel Sîncrăian والمُلاكم الروسي ميشا ألويان من الميداليتين اللتين تحصلا عليها.

## روابط خارجية
- الموقع الرسمي للأولمبياد